# عملية بدر (1973)
عملية بدر هي عملية عسكرية نفذها الجيش المصري خلال حرب أكتوبر 1973 تهدف العملية إلى تحرير الضفة الشرقية لقناة السويس والاستيلاء على خط بارليف والتحصينات الإسرائيلية فيه. بدأ الهجوم المصري في ظهيرة يوم 6 أكتوبر، 1973 بالتزامن مع هجوم سوري على مرتفعات الجولان، شكل هذان الهجومان بداية حرب أكتوبر.
سبقت عملية بدر تدريبات بدأت في العام 1968، وبدأ التخطيط العملياتي في 1971 حيث وضعت خطة المآذن العالية، وقد سبق الهجوم المصري العديد من العمليات الخداعية. في المراحل الأولى من الهجوم، يقوم المهندسون العسكريون باستخدام مدافع المياه لتهيئة العديد من الممرات في الساتر الترابي الممتد على الجانب الشرقي من القناة، ويقومون أيضًا بمد الجسور، وتشغيل العبارات؛ لتمكين الجنود من العبور. هاجمت قوات المشاة المصرية تحصينات خط بارليف، وقد هجموا هجومًا مضادًا من قبل المدرعات الإسرائيلية والمشاة.
فاجأ الهجوم الإسرائيليين، وبحلول 7 أكتوبر كان العبور قد اكتمل، حيث تمركز على الجانب الشرقي من القناة خمس فرق من المشاة المصرية. تقدم المشاة لإقامة مواقع دفاعية على رؤوس الجسور الممتدة على طول 160 كيلو مترًا. بعد هدوء نسبي ساد ساحة القتال في 7 أكتوبر، وصلت قوات المدرعات الاحتياطية الإسرائيلية إلى الجبهة، وشنت هجومًا على القوات المصرية المتمركزة في المقابل لمدينة الإسماعيلية. نجحت القوات المصرية في توظيف الأسلحة المضادة للدبابات لصد القوات المهاجمة، وتمكنت من التقدم مرة أخرى. بنهاية 8 أكتوبر كانت القوات المصرية قد استولت على منطقة من الساحل الشرقي للقناة يصل عمقها إلى 15 كيلو مترًا.
بالإضافة إلى عبور القناة، تمكنت القوات المصرية من فرض حصار بحري ناجح ضد إسرائيل في البحر الأحمر. يتم الاحتفال بحرب أكتوبر عام 1973 في متحف مصري خاص يدعى بانوراما 6 أكتوبر في القاهرة.

## 1967-1970
في نهاية حرب الأيام الستة احتلت إسرائيل شبه جزيرة سيناء بأكملها باستثناء بور فؤاد. أدى انتصار إسرائيل في حرب الأيام الستة إلى الشعور بالأمن داخل إسرائيل. أضافت الأراضي المحتلة عمقاً استراتيجياً إلى دفاع البلاد. وبالتالي تجاهلت إسرائيل ومصر قرار مجلس الأمن التابع للأمم المتحدة رقم 242 الذي دعا إلى الانسحاب من الأراضي المحتلة مقابل الاعتراف العربي بدولة إسرائيل وتوقفت المفاوضات بين الدولتين. تهدف رئيسة الوزراء الإسرائيلية جولدا مائير إلى الحفاظ على الوضع الراهن واعتقدت أن القوة العسكرية لبلدها ستؤمن السلام مع الدول العربية بشروطها. أما مصر اتبعت سياسة اللاءات الثلاثة وهي لا صلح ولا اعتراف ولا تفاوض مع العدو الصهيوني.
أدت حرب عام 1967 إلى استنفاد القوة العسكرية المصرية بشدة حيث تم تدمير معظم قواتها الجوية وكمية كبيرة من المعدات. ساعدت المساعدات السوفيتية الجيش المصري على البدء في إعادة بناء قواته المسلحة بعد فترة وجيزة من الحرب وبحلول سبتمبر 1968 تعافت القوات البرية المصرية بشكل كافٍ لتحدي الوجود الإسرائيلي شرق قناة السويس. بدأت حرب الاستنزاف بالمدفعية المصرية وغارات الكوماندوز على سيناء والتي قوبلت بضربات جوية إسرائيلية عميقة وغارات جوية على مصر. أدى عجز مصر عن تحدي التفوق الجوي الإسرائيلي إلى نشر كتائب الدفاع الجوي التي يديرها الاتحاد السوفيتي لحماية أجزاء من الداخل المصري وردع الإسرائيليين عن شن غاراتهم العميقة على الاختراق والسماح للمصريين بإعادة بناء دفاعاتهم الجوية. تكبدت إسرائيل خسائر جوية إسرائيلية متزايدة بسبب الدفاعات الجوية المصرية مما أدى إلى وقف إطلاق النار في أغسطس 1970 والذي استمر حتى عام 1973. توفي ناصر في سبتمبر 1970 وخلفه أنور السادات.

## الاستراتيجية المصرية

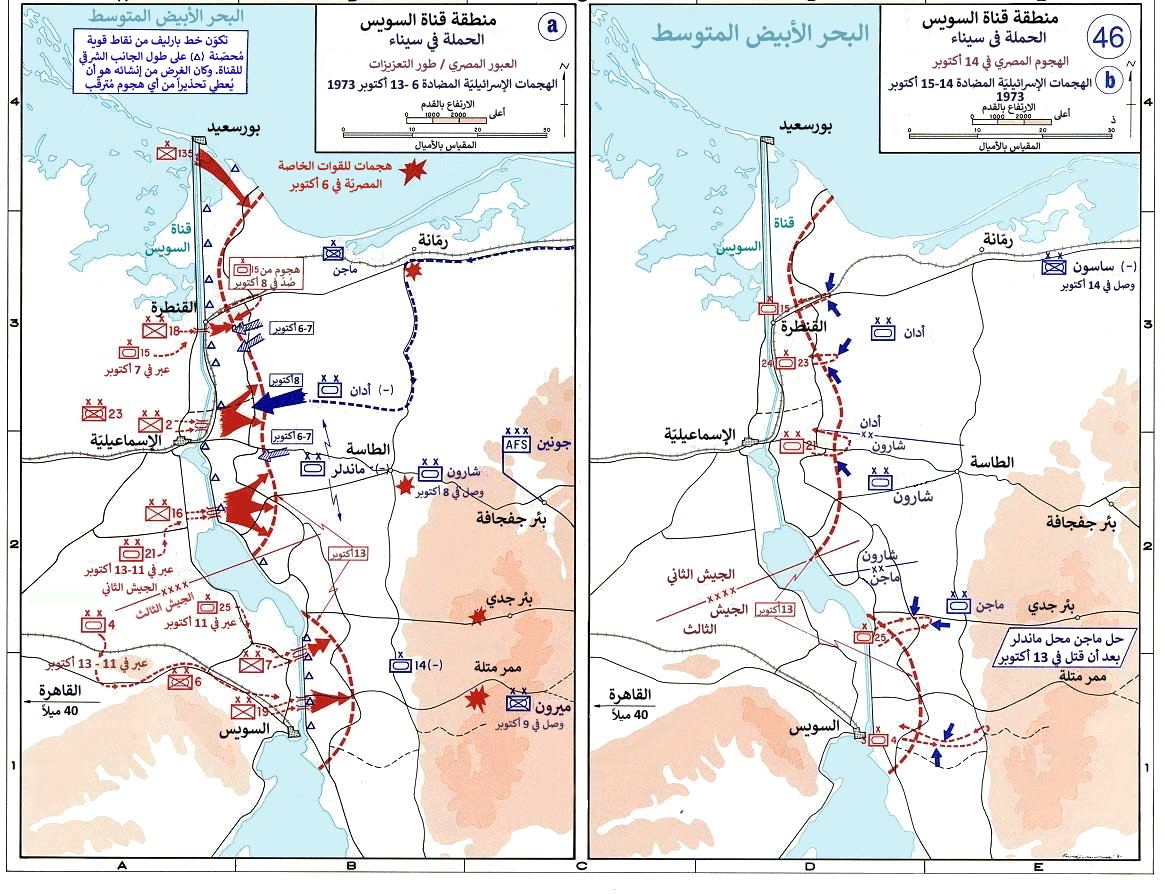
خارطة العمليات في الجبهة المصرية

كان الرئيس السادات يعتقد أن مشاكل مصر الاقتصادية والسياسية والاجتماعية والعسكرية كانت نتيجة حرب الأيام الستة واعتقد أن الحل لهذه المشاكل يكمن في محو اثار هزيمة عام 1967 والتي تطلبت استعادة سيناء. في عام 1971 بدأ السادات العمل السياسي والعسكري المنسق لتحقيق ذلك. في شهر فبراير اقترح انسحابًا إسرائيليًا تدريجيًا من سيناء والذي سيتضمن إعادة فتح قناة السويس والوفاء الإسرائيلي بقرار مجلس الأمن 242 بما في ذلك حل مشكلة اللاجئين الفلسطينيين. في المقابل ستوقع مصر معاهدة سلام مع إسرائيل وتعيد العلاقات مع الولايات المتحدة. لكن إصرار إسرائيل على الاحتفاظ بالأراضي اللازمة لأمنها أنهى الجهود الدبلوماسية.
في الوقت نفسه سعى السادات إلى تحسين القدرات العسكرية لمصر وفي مارس بدأ أول أربع رحلات إلى الاتحاد السوفيتي للحصول على الأسلحة والذخائر لتغطية تلك التي أنفقت في حرب الاستنزاف. صرح علانية عن رغبته في خوض الحرب وتميز عام 1971 وسمى ذلك العام بـ «عام القرار». ومع ذلك فشل السوفييت في توفير الإمدادات الموعودة واستبعد السادات هجومًا في ذلك العام. مع اقتراب عام 1971 من نهايته تم تهديد السادات باعتباره خطاباً عربياً أجوفاً. إضافة إلى موقفهم السياسي الضعيف بالفعل توصل الزعماء العرب إلى توافق عام 1972 على أن الحل الدبلوماسي للصراع كان ميئوسًا منه. تراجعت الوساطة الأمريكية بشكل مطرد، وتوقفت بالكامل بحلول منتصف عام 1973.
بحلول عام 1972 ركزت الولايات المتحدة والاتحاد السوفيتي على التقارب في العلاقات. كان العرب قلقين لأنه يعني أن وضعهم العسكري فيما يتعلق بإسرائيل سيبقى في وضع غير موات. معتقدين أن السبل الدبلوماسية قد وصلت إلى طريق مسدود ركز السادات على القيام بعمل عسكري حاسم. تجدد الصراع مع إسرائيل من شأنه أن يعطل التقارب السوفيتي الأمريكي ويفرض تدخل القوة العظمى ويجعل من حل الصراع العربي الإسرائيلي قضية مركزية بالنسبة لإسرائيل والولايات المتحدة والاتحاد السوفيتي.
أراد عدد من القادة المصريين شن حرب عامة لاستعادة جزء كبير على الأقل من سيناء. هذا الرأي كان أبرزه وزير الحرب الفريق محمد صادق. ومع ذلك في يناير 1972 أقر صادق بأن القوات المسلحة المصرية لم تكن مستعدة لحرب استعادة الأراضي المحتلة قبل حوالي خمس إلى عشر سنوات. استشهد صادق بدراسات معارضة لهجوم محدود ويقدر المصريون خسائر عبور القناة بنحو 17000 ضحية في حين أن التقديرات السوفيتية قدرت عدد الضحايا بحوالي 35000 جندي. أكد صادق على أن الخسائر الفادحة التي ستتحقق سوف تلقي بظلالها على أي مكاسب عسكرية وسياسية من هجوم محدود الأمر الذي تطلب متابعته بتحرير كل سيناء أو معظمها.
لأسباب سياسية رفض السادات حجج صادق. كان الموقف السياسي للحكومة محفوفًا بالمخاطر حيث طالب الجمهور المصري الغاضب من موقف «لا حرب ولا سلام» مع إسرائيل باتخاذ إجراء.
الاقتصاد الذي يعاني بالفعل من خسارة عائدات قناة السويس وحقول النفط في سيناء لم يستطع أن يتعامل مع البلد الذي كان على قدم وساق الحرب لفترة طويلة. كانت الحرب خيارًا يائسًا وكان الهجوم المحدود في ظل الظروف الحالية هو الحل الوحيد.
في جلسة لمجلس الدفاع المشترك لجامعة الدول العربية في الفترة من 27-30 يناير 1973 قدمت مصر تقريراً يؤكد أن الهجوم على إسرائيل يجب أن يتم في وقت واحد من مصر وسوريا والأردن بسبب التفوق الجوي الإسرائيلي. وفقًا للتقرير فإن القوات الجوية المصرية والسورية إذا تم تعزيزها بـ 16 سربًا جوًا من دول عربية أخرى ستحقق التفوق العددي. ومع ذلك قاوم الإسرائيليون ذلك بالتدريب المتفوق وإلكترونيات الطيران وحمولة الطائرات والأسلحة. أي هجوم عربي متزامن يمكن أن يضعف فعالية سلاح الجو الإسرائيلي ويجبر القوات البرية الإسرائيلية على خوض حرب على جبهتين.
خلال ذلك الشهر أشار الرئيس السوري حافظ الأسد إلى نيته خوض الحرب ضد إسرائيل. اتفقت مصر وسوريا على تنسيق العمل العسكري عبر المفاوضات وصاغ وزراء الحرب المعنيون إستراتيجية عسكرية مشتركة. جندت مصر الدعم السياسي للعديد من الدول العربية وبعض منتجي النفط. ناقش السادات إمكانية استخدام النفط كسلاح اقتصادي للضغط على الحكومات الغربية لتبني سياسات أكثر مؤيدة للعرب. خلال الحرب بدأت الدول العربية المنتجة للنفط وفي مقدمتها ليبيا والسعودية فرض حظر على النفط وأرسل العديد منها قوات رمزية إلى الخطوط الأمامية.
أعطى السادات تحذيرًا لقادته حيث حذر وزير الحرب اللاحق أحمد إسماعيل علي «ألا يهزم الجيش كما حدث في عام 1967».
أريد منا أن نخطط لهجوم في حدود قدراتنا لا أكثر. عبور القناة واستعادة حتى عشرة سنتيمترات من سيناء. أنا أبالغ بالطبع لكن ذلك سوف يساعدني كثيرًا ويغير الوضع السياسي دوليًا وداخل الدول العربية بالكامل.
صُممت إستراتيجية السادات لتحقيق النجاح السياسي دون الحاجة إلى نصر عسكري شامل وبالتالي ونظراً للتفاوت في قدرات الجيش المصري إلى الجيش الإسرائيلي فإن هذا يتطلب حربًا محدودة فقط. عملية محدودة دعمها رئيس أركان القوات المسلحة المصرية سعد الشاذلي. وجادل بأن لدى إسرائيل نقطتي ضعف قاتلتين. أولها عدم القدرة على تحمل خسائر بشرية عالية بسبب قلة الأيدي العاملة المتاحة. والثاني هو عدم القدرة على الاستمرار في حرب طويلة لأنها تعبئ حوالي 18 ٪ من السكان اليهود. يمكن للحرب الدفاعية المحدودة المطولة أن تستفيد من كلا الضعفين.

## الخلفية التاريخية

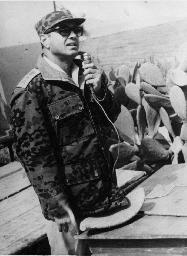
الفريق سعد الشاذلي المسؤول عن التخطيط لعبور قناة السويس.

### التخطيط والاستعدادات
كان الفريق محمد فوزي الذي كان سلف صادق وزيراً للدفاع يعقد عمليات محاكاة تدريبية للقيادة بانتظام. هذه التدريبات كانت لها أهداف غير واقعية وأهداف تشغيلية كانت خارج قدرات الجيش المصري. عندما أصبح الفريق سعد الشاذلي رئيس الأركان في 16 مايو 1971، لم تكن هناك خطط هجومية بعد. بدلاً من ذلك كان هناك خطة دفاعية باسم عملية 200 وبديل أكثر دفاعية يسمى العملية جرانيت. على الرغم من أن جرانيت أدمجت الغارات والاعتداءات في سيناء، إلا أنها كانت دفاعية بشكل أساسي. في تقييمه لقدرات الجيش خلص إلى أن سلاح الجو كان أضعف ذراع. لقد تغلب عليها نظيرها الإسرائيلي في جوانب مختلفة، وكان الطيارون الإسرائيليون أيضًا أكثر خبرة.
للتعويض عن نقاط الضعف في القوة الجوية المصرية، طور المصريون دفاعاتهم الجوية. قاموا بإدخال صواريخ سام 2 وسام 3 إلى الخدمة وهما العمود الفقري للدفاعات الجوية بالإضافة إلى صواريخ سام 6 و ZSU-23 (المدفع الذاتي المضاد للطيران) وصواريخ المشاة المحمولة سام 7 بالإضافة إلى الآلاف من المدفعية التقليدية المضادة للطائرات. وفرت هذه الدفاعات الجوية «مظلة» واقية على القوات البرية المصرية. ومع ذلك لا يمكن نقل نظامي سام 2 وسام 3 حيث أنهما غير متحركين إلا خلال فترة تسع ساعات على أفضل تقدير مما يعرض الدفاعات الجوية للتدهور في حالة إعادة الانتشار لمواكبة القوات المتقدمة. من ناحية أخرى، كانت أنظمة سام 6 متوفرة بأعداد محدودة غير كافية لتوفير الحماية الكافية للقوات المدرعة المتقدمة.
بسبب هذه القيود أيد الشاذلي حربًا محدودة لاستعادة الضفة الشرقية للقناة فقط بدلاً من صادق. ومع ذلك أذن صادق بالتخطيط لخطتين هجوميتين، بدءًا من يوليو 1971. الأولى كانت العملية 41، التي تضمنت هجومًا على طول قناة السويس بأكملها بهدف الاستيلاء على الممرات الرئيسية لسيناء. تم تطوير الخطة بالتعاون مع المستشارين السوفيت. كما كان كانت أهداف العملية خارج قدرات الجيش المصري ووضعها الشاذلي فقط كوسيلة لحث السوفييت على توفير المزيد من الأسلحة والمعدات. كما ستشجع الخطة السوريين على الانضمام إلى هجوم ضد إسرائيل. اكتملت الخطة 41 بحلول سبتمبر 1971 وفي الشهر التالي طار السادات والصادق إلى موسكو لإبرام أكبر صفقة أسلحة مصرية حتى الآن حيث استلمت 100 طائرة مقاتلة من طراز ميج 21 و 10 قاذفات من طراز توبوليف تو-16 وصواريخ سام 6 المضادة للطائرات والمدفعية الثقيلة. تم تغيير اسم العملية 41 إلى جرانيت2.
تم استدعاء الخطة الثانية - التي يطلق عليها اسم «المآذن العليا» - للعبور في خمس مناطق منفصلة على طول القناة. حيث وضعت من أجل تقدم المصريين 10-15 كيلومتر (6.2-9.3 ميل) ثم إنشاء مواقع دفاعية. من خلال تقييد تقدمهم وستبقى القوات البرية المصرية ضمن نطاق دفاعاتها الجوية الخاصة بـ أنظمة صواريخ سام والتي ستوفر «مظلة» واقية مما ينفي الميزة الإسرائيلية في الهواء. وبهذه الطريقة تم وضع خطة المآذن العليا وفقًا لقدرات الجيش المصري. تم الانتهاء من الخطة بحلول سبتمبر 1971 في سرية تامة.
مع استمرار صادق في رفض فكرة الحرب المحدودة، تصاعد التوتر بينه وبين السادات. بعد اجتماع ساخن لكبار القادة، أقيل وزير الحرب. كان بديله اللواء أحمد إسماعيل مؤيدًا للهجوم محدود. واصلت تطوير خطة المآذن العالية باعتبارها الخطة الهجومية الوحيدة القابلة للتنفيذ مع ربيع عام 1973 كونه موعد إطلاق ممكن. استنادًا إلى تقديرات المخابرات ستحدث الهجمات المضادة الإسرائيلية الرئيسية بعد 6 إلى 8 ساعات من بدء الهجوم من قبل ثلاثة فرق مدرعة بينما لن يتوفر الدعم المدرع للعبور قبل 12 ساعة على الأقل. للتعامل مع هذا سيتم تزويد المشاة المصريين بأعداد كبيرة من الصواريخ الموجهة للدبابات (ATGM) والقذائف الصاروخية (RPG). الأسلحة المحمولة المضادة للدبابات كانت بشكل أساسي هي RPG-7 وعددًا أقل من أجهزة AT-3 Sagger المُوجَّهة بالأسلاك بالإضافة إلى مئات البنادق عديمة الارتداد والأسلحة التقليدية. كان لصاروخ Sagger الموجه يدويًا مسافة طويلة ورأس حربي قوي لكنه عانى من سرعة منخفضة أثناء الطيران، مما سمح للهدف (مثل الدبابة) بأخذ مناورة مراوغة أو رد النيران. الحد الأدنى لمداها من 500-800 متر (1,600-2,600 قدم) خلق مساحة كبيرة من الأرض الميتة والتي كان من المقرر أن تغطيها آر بي جي جنبا إلى جنب مع بنادق 10-B و 11-B عديمة الارتداد. بالإضافة إلى ذلك، كان هناك RPG-43 قنابل مضادة للدبابات. تم تجهيز المشاة بأجهزة الرؤية الليلية ونطاقات الأشعة تحت الحمراء ونظارات لحام لمواجهة تكتيك يستخدمه الإسرائيليون في كثير من الأحيان الأضواء الكاشفة زينون المثبتة على الدبابات والمركبات لجعل العدو أعمى في الليل. وأيضا السماح للمشاة بحمل مجموعة متنوعة من الأسلحة الثقيلة - ATGMs ، آر بي جي، قاذفات اللهب، المدافع الرشاشة، والألغام - قبل أن يتم وضع الجسور تم تحقيقه بخطوتين. أولاً تم تصميم خمس شدات ميدانية مختلفة أخف وزناً واستوعبت زجاجات مياه أكبر ويمكن أن تحمل إمدادات غذائية على مدار 24 ساعة. تم تصميم كل شدة ميدانية خصيصًا لتلبية احتياجات مختلف فرق الهجوم. وكان الحل الآخر هو استخدام عربات خشبية بأربع عجلات لنقل المعدات والأسلحة والذخيرة. سيتم استخدام أكثر من 2200 عربة من هذا القبيل في العبور، مما يوفر القدرة على نقل ما يقرب من 330 طن (150,000 رطل) من العتاد. سيتم نشر سلالم حبل ذات خطوات خشبية لرفع الذخيرة والمعدات الثقيلة، مثل بندقية B-11 عديمة الارتداد، إلى أعلى الساتر الرملي.

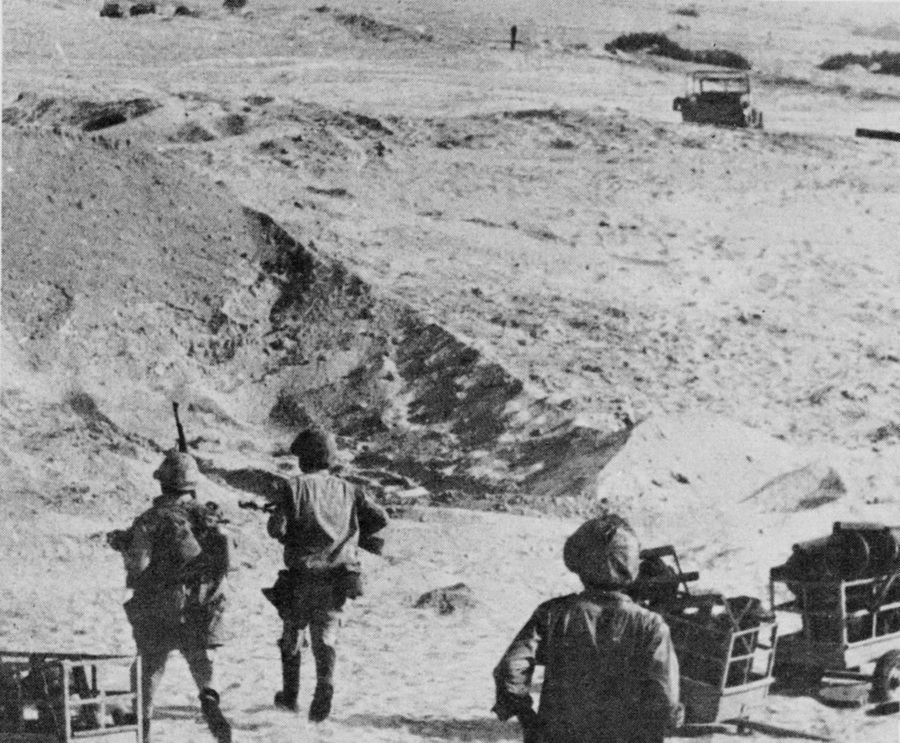
جنود مصريون على الضفة الشرقية. لاحظ وجود العربات التي ساعدت في عمليات النقل والتي كان يسحبها رجلان وساعدت إلى حد كبير في حركة الأسلحة والمعدات على الضفة الشرقية بينما لم تعبر أي مركبات بعد.

ألزمت خطة المآذن العالية مشاة الهجوم بإقامة رؤوس جسور على عمق 5 كيلومترات وعرضها 8 كيلومترات (5.0 ميل). سيؤدي المحيط القصير نسبياً إلى زيادة كثافة الحريق، وفي البداية سيحصل الهجوم على نيران داعمة من الأسوار الرملية على الضفة الغربية. بمجرد عبور التعزيزات والدروع سيتم تعميق رؤوس الجسور إلى 8 كيلومترات (5.0 ميل). كان لا بد من تحقيق ذلك في غضون 18 ساعة من بدء العملية. ستشن القوات المحمولة جواً والقوات البحرية هجمات لتأخير الاحتياطيات الإسرائيلية المتجهة إلى خط بار ليف.

ربيع عام 1973 مر دون شن أي هجوم. في 21 أغسطس من ذلك العام في سرية تامة وصل ستة من كبار القادة السوريين مستخدمين أسماء وجوازات سفر مزيفة من اللاذقية إلى ميناء الإسكندرية في سفينة ركاب سوفيتية تقل سياح. وكان من بين القادة السوريين بشكل أساسي وزير الدفاع اللواء مصطفى طلاس ورئيس الأركان اللواء يوسف شكور. لليومين المقبلين اجتمعوا مع نظرائهم المصريين في مقر البحرية المصرية في قصر رأس التين. بحلول 23 أغسطس تم التصديق على وثيقتين من قبل الشاذلي وشكور وخلصوا إلى أن القوات المسلحة المصرية والسورية كانت جاهزة للحرب. كل ما بقي هو اختيار موعد إما 7-11 سبتمبر أو 5-10 أكتوبر. كان من المقرر أن يتم اختيار التاريخ بشكل مشترك بين الرئيسين السادات وحافظ الأسد، وكان مطلوبًا منهم إبلاغ قادتهم بقرارهم قبل خمسة عشر يومًا من تاريخ الهجوم.

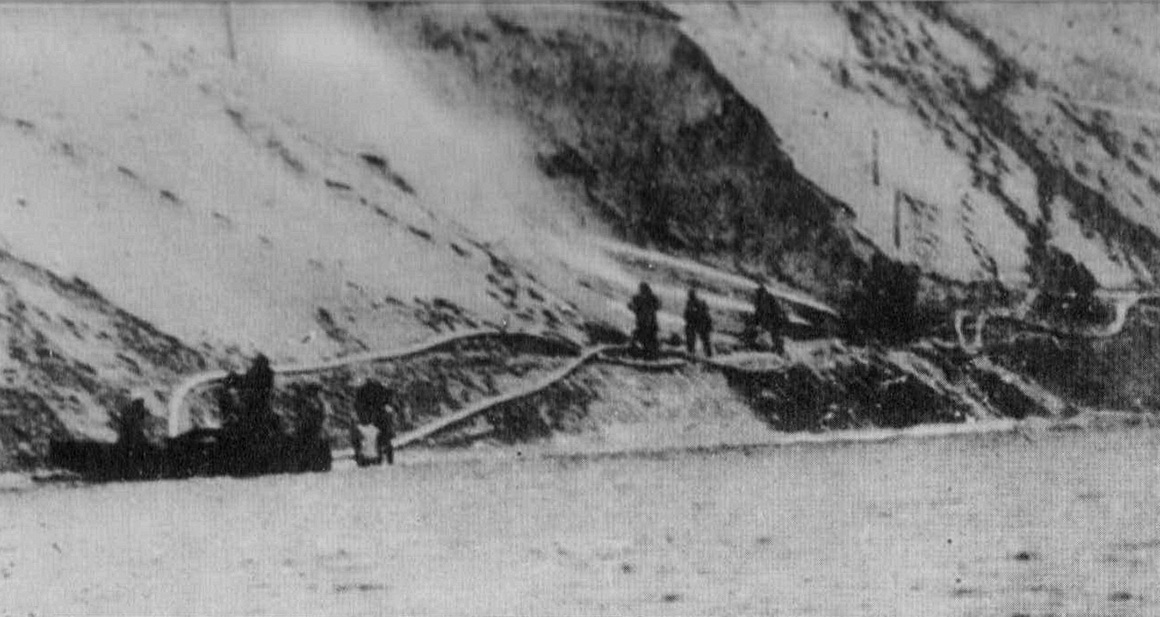
مهندسون مصريون يستخدمون خراطيم المياه لفتح ثغرة في الساتر الترابى الإسرائيلي الضخم.

عندما مر 27 أغسطس، قبل خمسة عشر يومًا من 7 سبتمبر دون رد من السادات أو الأسد كان من الواضح أنه لن يتم شن أي هجوم في سبتمبر. خلال 28 و 29 أغسطس التقى السادات مع الأسد في دمشق، حيث وافقوا على بدء الحرب في أكتوبر. وحددوا يوم 6 أكتوبر يوم النصر وأبلغوا أحمد إسماعيل وطلاس في 22 سبتمبر والذي قام بدوره بنقل القرار إلى رؤساء الأركان. بناء على طلب أحمد إسماعيل أصدر السادات توجيهات رئاسية للحرب. لذلك لم يتم أخيرًا تحديد تاريخ 6 تشرين الأول (أكتوبر) إلا في شهر سبتمبر أي قبل أقل من شهر من الهجوم. سيبدأ الهجوم المنسق في الساعة 14:00 (بالتوقيت المحلي للقاهرة). تم اختيار 6 أكتوبر لعدة أسباب. كانت سرعة تيار الماء والمد والجزر مثالية لعملية العبور وفي معظم الليل كان هناك اكتمال القمر مما يسهل بناء الجسر. تزامن التاريخ مع يوم الغفران يوم الكفارة اليهودي. كان هذا عاملاً مهماً في اختيار 6 أكتوبر للهجوم اليهود الملتزمون يصومون في ذلك اليوم يمتنعون عن استخدام النار أو الكهرباء مما يعني أن النقل سيكون في طريق مسدود وسيتم تسريح الكثير من الجيش الإسرائيلي. تزامن شهر أكتوبر أيضًا مع شهر رمضان في التقويم الإسلامي مما يعني أن الجنود المسلمين سيصومون. في رمضان حقق المسلمون انتصارهم الأول في معركة بدر في عام 624. واختاروا أمرًا أكثر إلهامًا من «المآذن العالية» كاسم وتم اختيار اسم العملية «بدر» من قبل القادة المصريين كاسم رمزي للهجوم.

### الهندسة القتالية
في أي عبور لقناة السويس من قبل القوات المصرية كان النجاح يعتمد إلى حد كبير على أداء فيلق المهندسين المصريين، الذي كان له عدة مهام شاقة لإنجازه. قام المهندسون الإسرائيليون ببناء حاجز رمل صناعي ضخم يمتد لمسافة 160 كيلومترًا (99 ميلًا) من الضفة الشرقية للقناة باستثناء البحيرات المرة حيث جعل عرض القناة عبورًا غير مرجح. لمنع التآكل كان الحاجز الرملي مدعومًا بالخرسانة التي يبلغ ارتفاعها مترًا واحدًا (3 قدم) فوق الماء عند ارتفاع المد، وثلاثة أمتار (10 أقدام) فوق الماء عند انخفاض المد. كان عرض القناة 180-220 متر (590-720 قدمًا) وعمق حوالي 18 مترًا (59 قدمًا). كان على المهندسين مسح سبعين ممرًا من خلال هذا الجدار الرملي، عرض كل سبعة أمتار (23 قدمًا). وهذا يعني إزالة 1500 متر مكعب (2000 متر مكعب سنويا) من الرمال لكل ممر. في البداية تم اختبار الطرق التقليدية لخرق جدار الرمال. وقد وجد أنه لتطهير ممر واحد يتطلب 60 رجلاً وجرافة واحدة و 600 رطل من المتفجرات وخمس إلى ست ساعات دون انقطاع بنيران العدو. نظرًا لاحتمال ازدحام مواقع العبور وتحت نيران العدو، أثبتت هذه الطرق أنها غير عملية ومكلفة للغاية.
كان حل هذه المعضلة بسيطًا ولكنه مع ذلك عبقري. في أواخر عام 1971 اقترح ضابط مصري استخدام مضخات صغيرة وخفيفة تعمل بالبنزين والتي يمكن نقلها عبر القناة في زوارق قابلة للنفخ للانفجار عبر حاجز الرمال عن طريق التعدين الهيدروليكي. أثبت هذا الاقتراح جدواه، وطلب الجيش المصري حوالي 300 مضخة بريطانية الصنع. أظهرت الاختبارات أن خمسة من هذه المضخات يمكنها إزالة 1500 متر مكعب من الرمال في ثلاث ساعات. في عام 1972 تم شراء 150 مضخة أخرى من صنع ألماني قوي. مزيج من ثلاث مضخات بريطانية الصنع ومضختين من صنع ألماني جعل من الممكن إزالة مرور في ساعتين.
بمجرد فتح الممرات اضطر المهندسون إلى بناء عشرة جسور ثقيلة (باستخدام جسور MTU ، وجسور TMM وجسور عائمة)، وخمسة جسور خفيفة، وعشر جسور عائمة و 35 عبّارة. كان لا بد من فتح الممرات في خمس إلى سبع ساعات تليها على الفور العبارات ثم الجسور بعد ساعتين، كل ذلك تحت نيران العدو. من بين الجسور الثقيلة لم يكن لدى المصريين سوى جسرين ثقيلين من نوع PMP من صنع الاتحاد السوفيتي والذي يمكن تشييده في وقت أقصر من معظم الجسور الأخرى في مخزونها مما يوفر بضع ساعات حرجة. وكانت هذه الجسور أيضا أسهل بكثير في الإصلاح. ستؤثر السرعة التي أزال بها المهندسون الممرات ووضعوا الجسور والعبارات على مجرى العملية بأكملها. كان على المهندسين أيضًا أن يتعاملوا مع القوارب التي تعبر مشاة الهجوم في البداية. أخيرًا اضطروا إلى خرق حقول الألغام حول الدفاعات الإسرائيلية لمشاة الهجوم.

### الدفاعات الإسرائيلية
قام الإسرائيليون ببناء سلسلة من التحصينات على طول القناة المسماة خط بار ليف والتي كانت تعتبر منيعة. كانت العقبة الرئيسية لهذه الدفاعات هي جدار رملى صناعي ضخم نصبه المهندسون الإسرائيليون، بارتفاع 18-25 مترًا (59-82 قدمًا) مع انحدار 45-60 درجة على طول قناة السويس بأكملها. تم تعزيز الرصيف بالخرسانة التي منعت أيضًا أي محاولة من المركبات البرمائية لتسلق الجدار الرملي. لاختراق الجدار الرملي الذي قدر الإسرائيليون أنه سيستغرق ما لا يقل عن أربع وعشرين ساعة وربما 48 ساعة. خلف هذا الرصيف كانت هناك سلسلة من عدد 22 حصن تضم 35 نقطة قوية. في المتوسط كانت التحصينات تبعد 10 كيلومترات (6.2 ميل) عن بعضها البعض. كانت النقط القوية على عمق كبير تحت الرمال وتوفير الحماية من قنبلة 1000 رطل (~ ½ طن). شملت نقاط القوة الخنادق والأسلاك الشائكة وحقول الألغام بعمق 200 متر والعديد من المخابئ وملاجئ القوات ومواقع إطلاق الدبابات. كان لكل نقطة قوة خزان تحت الأرض مملوء بالنفط الخام. يمكن ضخ مادة النابالم في قناة السويس عبر نظام أنابيب وإشعاله لإنشاء درجات حرارة تصل إلى 700 درجة مئوية (1,292 درجة فهرنهايت). أما الخط الدفاعي الثاني الذي يتراوح طوله بين 300 و 500 متر (980-160 قدمًا) خلف الخط الرئيسي فقد تم تركيزه في مناطق العبور المحتملة وتم تصميمه ليتم احتلاله بواسطة القوات المدرعة مع تضمين مواقع إطلاق الدبابات. أما الخط الدفاعي الثالث وهو 3 إلى 5 كيلومترات (1.9–3.1 ميل) خلف الساتر الرملي فقد تركزت دفاعاته على الطرق الرئيسية. خلف الخط الرئيسي على القناة كانت مناطق تركيز المدرعات والمشاة ومستودعات الإمداد والعديد من مواقع المدفعية وما إلى ذلك.
وضعت القيادة الإسرائيلية خطة دفاعية أساسية كانت تفاصيلها معروفة للمصريين. قسمت الخطة خط بارليف إلى ثلاثة قطاعات: دافع القطاع الشمالي عن العريش على الساحل إلى القنطرة شرق، ودافع القطاع المركزي عن الإسماعيلية إلى أبو عجيلة، ودافع القطاع الجنوبي عن المنطقة الممتدة من البحيرات المرة العظمى إلى نهاية قناة السويس، ومنعت من الدخول إلى ممرات متلا والجدي تم تكليف الفرقة المدرعة 252 بقيادة الجنرال ألبرت ماندلر بالدفاع عن خط بارليف وتضم ثلاثة ألوية مدرعة. تم وضع لواء مكون من 110-120 دبابة بقيادة العقيد رشيف على بعد 5 إلى 9 كيلومترات (3.1-5.6 ميل) خلف سلسلة التحصينات انقسمت إلى ثلاث كتائب مكونة من 36 إلى 40 دبابة مع كتيبة واحدة لكل قطاع. في حالة وقوع هجوم مصري كان على اللواء المضي قدمًا لاحتلال منصات الدبابات وإطلاق النار على طول خط بارليف. وهناك 20 إلى 35 كيلومتراً أخرى (12-22 ميل) خلف القناة لواءان إضافيان مدرعان بقيادة العقيد غابي أمير ودان شومرون ولكل منهما حوالي 120 دبابة. كان لواء واحد لتعزيز اللواء الأمامي المدرع في حين أن اللواء الآخر قام بهجوم مضاد ضد الهجوم المصري الرئيسي.
عدد حامية سيناء 18000 رجل والقائد العام هو شموئيل غونين الذي يشغل منصب قائد القيادة الجنوبية الإسرائيلية. من الحامية المتمركزة في سيناء احتل لواء مشاة نقاط القوة على القناة في 6 أكتوبر، بينما يمكن نشر 8000 آخرين على الخط في غضون 30 دقيقة إلى ساعتين مع الدروع.

### الخداع والأيام الأخيرة للحرب
وضع الجيشين الثاني والثالث معدات الجسور على طول القناة استعدادًا لعملية بدر مما وضع الإسرائيليين في حالة تأهب قصوى. وبدون عنصر المفاجأة ستتكبد القوات المصرية خسائر كبيرة في الهجوم (تقديرات الخسائر البشرية وصلت بالفعل إلى الآلاف). جهاز الاستخبارات العسكرية (أمان) التي وضعت تقديرات الاستخبارات الإسرائيلية والمعروفة بكفاءتها، كلفت باكتشاف تحركات القوات ونشاطها على طول جبهة القوات المصرية والسورية والنشاط العسكري الذي سيكون مكثفًا بشكل خاص في الأيام الأخيرة التي سبقت الهجوم.
اعتمدت خطة الخداع التي وضعها المصريون والتي شملت أجهزة الاستخبارات الخاصة بهم على إنتاج سلسلة من الأحداث والحوادث عسكريا وسياسيا ودوليا ووطنيا تهدف إلى إقناع محللي الاستخبارات الإسرائيلية بأن العالم العربي لم يكن يستعد للحرب. كان من بين متطلبات الخطة أن كبار قادة القيادة يحافظون على الحياة الطبيعية السطحية بينما يعملون سراً على الاستعدادات النهائية للهجوم.
استند جوهر خطة الخداع المصرية إلى العقلية الإسرائيلية السائدة بعد انتصارها السريع على القوات العربية في حرب الأيام الستة عام 1967. تتضح هذه العقلية بوضوح في القول الإسرائيلي التالي «دمشق تبعد ساعة واحدة بالسيارة، والقاهرة ربما ساعتان.»
في أطروحته عن حرب يوم الغفران أوضح الرائد ميشيل سي. جوردان، هذا الاقتباس والرأي السائد الذي كان يمثله قبل أكتوبر 1973:
.. عكس ازدراء الإسرائيليين للقدرات العسكرية للجيران العرب مصر وسوريا. كان النصر في عام 1967 كاملاً للغاية وفازوا بثمن بخس نظر الإسرائيليون إلى قواتهم العسكرية على أنها لا تقهر وجهاز المخابرات التابع لهم لا مثيل له وأعداءهم العرب أقل شأناً.
توقع الإسرائيليون تحذيرًا لمدة ثمانية وأربعين ساعة مقدمًا من أجهزتهم الاستخباراتية. على أي حال كانوا واثقين من أن أي هجوم عربي سوف يهلك بسرعة من قبل سلاح الجو الإسرائيلي.
سعى المصريون إلى استغلال هذا الاعتقاد الإسرائيلي لصالحهم. منذ أن تولى السادات أصدر تهديدًا مستمرًا للحرب إلى أن أصبحت تهديداته تتجاهلها إسرائيل والعالم. من أجل وضع قواتهم للهجوم ضد إسرائيل أعلن المصريون تدريبات في منطقة القناة. وقد أجريت مناورات عدة مرات من قبل وفي أيار / مايو وآب / أغسطس 1973 تسببت إنذارات كاذبة في تعبئة الجيش الإسرائيلي رداً على هذه التدريبات، مما كلف إسرائيل حوالي 10 ملايين دولار في كل مناسبة. هذه المرة عندما بدأ المصريون التدريبات في الأول من أكتوبر الماضي حتى 7 أكتوبر تجاهل جهاز الاستخبارات العسكرية (أمان) النشاط العسكري المتزايد كمناورات تدريب. تم الكشف عن تحركات القوات على الجبهة السورية أيضًا لكن جهاز الاستخبارات العسكرية (أمان) خلص إلى أن السوريين لن يخوضوا الحرب بدون المصريين.
حجة التدريبات سمحت للمصريين بإخفاء استعداداتهم. ومما سهّل ذلك حقيقة أن الجيشين الثاني والثالث كانا متمركزين عادة على طول قناة السويس للدفاع. تم نقل القوات والدروع وبشكل حاسم معدات الجسور إلى مناطق تركيزها على مدى خمسة عشر ليلة حتى ليلة 5 أكتوبر مع ذروة النشاط خلال الليالي الخمس الأخيرة.
منذ أن احتلت سيناء عام 1967 أعلنت إسرائيل صراحة أنها ستبقى في شرم الشيخ لضمان بقاء الممرات البحرية إلى ميناء إيلات عبر مضيق تيران مفتوحة (إغلاق المضيق أمام الملاحة الإسرائيلية في عام 1967 أحد أسباب حرب الأيام الستة). تهدف مصر إلى إلغاء أهمية شرم الشيخ لإسرائيل من خلال فرض حصار بحري على مضيق باب المندب على بعد حوالي 2500 كيلومتر (1600 ميل) من إسرائيل. تحقيقًا لهذه الغاية تم إجراء ترتيبات مع باكستان لاستلام السفن المصرية لإصلاحها في أوائل عام 1973. تم الحصول على موافقة وتم الحصول عليها من السودان واليمن لاستلام الغواصات في طريقها إلى باكستان في بورسودان وعدن كزيارة ودية. تم إعلان موافقة باكستان على استقبال السفن المصرية لإصلاحها. في 1 أكتوبر / تشرين الأول أبحرت قوة تحتوي على عدة غواصات ومدمرات وقوارب صواريخ على طريق كان مخططًا له لضمان وصولهم إلى باب المندب في 6 أكتوبر / تشرين الأول. كان الأسطول مجهزًا بالكامل للقتال وأُمرت القوة بالحفاظ على صمت لاسلكي مما يعني أنه لا توجد وسيلة لاستدعاء الغواصات. استلم الضباط القادة الذين لم يكونوا على دراية بمهمتهم الحقيقية مظاريف مختومة تفصل أوامرهم ومهمتهم وصدرت لهم تعليمات بفتح المظاريف في 6 أكتوبر قبل ساعات قليلة فقط من بدء الحرب ومن ثم كانوا يكسرون صمتهم اللاسلكي . بمجرد أن أبحر الأسطول في ذلك اليوم 1 أكتوبر «بدأت الحرب فعليًا».
سعى الجيش للحفاظ على الانطباع بالحياة الطبيعية. قبل أن يبدأ شهر رمضان مباشرة في 26 سبتمبر أعلنت وزارة الحرب علنًا أن الأفراد العسكريين يمكنهم التسجيل للحصول على إجازة لأداء العمرة في مكة. أعلنت الصحف المصرية أنه سيتم تنظيم سباقات المراكب الشراعية ومن بين المشاركين فيها عدد من كبار ضباط البحرية المصرية. بالإضافة إلى ذلك أعلنت وزارة الحرب أيضًا عن زيارة مقررة في 8 أكتوبر (بعد يومين من الهجوم المقرر) لوزير الدفاع الروماني إلى مصر وتم الإعلان عن برنامج لزيارته. سيتم إلغاء هذه الزيارة المصادفة على الفور بمجرد اندلاع الحرب في 6 أكتوبر لكنها أثبتت أنها مفيدة كجزء من خطة الخداع.
في 27 سبتمبر تلقت مجموعة كبيرة من جنود الاحتياط أوامر بالتعبئة. لتهدئة الشكوك تمت دعوة وزراء الحكومة المصرية إلى جولة مفتوحة في المقر العام حيث تم التخطيط والتنسيق للعملية. تم استدعاء مجموعة أخرى من جنود الاحتياط في 30 سبتمبر. لإخماد الشكوك مرة أخرى أعلن المصريون علنًا في 4 أكتوبر تسريح جنود الاحتياط الذين تم استدعاؤهم في 27 سبتمبر، لكن تم تسريح 20.000 رجل فقط.
من 1 أكتوبر فصاعدًا بدأ أمر الحرب ينتشر خارج دائرة كبار القادة في مصر. أُبلغ الفريق سعد مامون وعبد المنعم واصل قائدا الجيشين الثاني والثالث على التوالي بقرار تنفيذ عملية بدر. في 3 أكتوبر أبلغوا قادة الشعب. قيل لقادة الفرق في 4 أكتوبر / تشرين الأول والكتيبة وقادة الألوية في 5 أكتوبر / تشرين الأول، بينما تم إخبار قادة الكتائب وباقي القوات في 6 أكتوبر / تشرين الأول أي قبل ست ساعات من بدء الهجوم.
كما لعب السادات دوره في خطة الخداع. في سبتمبر / أيلول حضر مؤتمر عدم الانحياز في الجزائر وعند عودته ترددت شائعات بأنه مريض. ظل السادات لعدة أيام حتى 6 أكتوبر بعيدًا عن الأنظار العامة. قامت المخابرات المصرية بزرع قصص كاذبة عن مرضه في الصحافة وبدأت البحث عن منزل في أوروبا حيث يتلقى السادات العلاج مما يزيد من مصداقية الشائعات.
تنفيذ عملية الخداع لم تمر بالكامل دون وقوع حادث. في البداية ظل السوفيت في الظلام حول النوايا المصرية لخوض الحرب. بدلاً من ذلك في 2 أكتوبر قيل لهم إنه من المتوقع حدوث غارة إسرائيلية. خلال اليومين التاليين أبلغ مدير المخابرات العسكرية اللواء فؤاد نصار كبير ضباط الاتصال السوفياتي الجنرال ساماخودسكي أن الغارة كان من المتوقع أن تكون هجومًا واسع النطاق إلى جانب غارة جوية. على الرغم من أن ساماخودسكي بدا في البداية يعتقد أن قصة نصار فقد أصبح من الواضح للمصريين أن السوفييت كانوا مريبين. على وجه الخصوص كان المستشارون السوفيت الذين يخدمون مع وحدات مصرية وسورية بحلول 3 أكتوبر يبلغون عن الأنشطة المتزايدة بشكل غير عادي للقوات المصرية والسورية. قرر كل من السادات والأسد إبلاغ السوفييت بعزمهم على شن الحرب في الثالث من أكتوبر. وعلى الفور طلب السوفييت الإذن بإجلاء موظفيهم في مصر واتفق الزعيمان على مضض. فوجئ القادة المصريون تمامًا عندما تم على عجل في وقت متأخر من مساء يوم 4 أكتوبر إجلاء الخبراء السوفييت العاملين في الوحدات الميدانية وموظفي السفارة وعائلاتهم. بحلول 5 أكتوبر كان الإخلاء قد اكتمل. سيكون هذا الحادث عاملاً مهمًا في إقناع الإسرائيليين بأن الحرب كانت محتملة.
كما قدم 4 أكتوبر حادثة أخرى مثيرة للقلق للقادة المصريين الذين أدركوا في ذلك المساء أن شركة مصر للطيران شركة الطيران الوطنية في البلاد، قد ألغت جميع رحلاتها وكانت تقوم بترتيب حماية أسطولها الجوي المدني من خلال تفريق طائراتها إلى ملاجئ خارج مصر. جاءت الأوامر من وزير الطيران أحمد نوح. تدخل المقر العام بسرعة لعكس أوامر التشتيت وبحلول 5 أكتوبر عادت الرحلات إلى جدولها المعتاد. كان يعتقد أن الحادث كان خرقًا للأمن وتسريبًا للخطط المصرية للحرب. ومع ذلك لم يكن واضحًا للقادة المصريين ما إذا كان الإسرائيليون على علم بالحادث.
في 13 سبتمبر 1973 وقعت معركة جوية بين المقاتلين السوريين والإسرائيليين. كانت مناوشات مقلقة أسقطت فيها 12 طائرة سورية بينما فقد الإسرائيليون مقاتلة واحدة فقط. تصاعد التوتر بين البلدين. المصريون على وجه الخصوص كانوا قلقين للغاية؛ في 7 أبريل 1967، صعدت معركة جوية بين سوريا وإسرائيل من الوضع العسكري وكانت واحدة من أسباب حرب الأيام الستة. وإدراكا منها أن الحرب ستشن بعد أيام فقط، اختار السوريون عدم الانتقام. ساعدت المعركة الجوية السوريين في تركيز قواتهم للحرب، حيث فسرها الإسرائيليون على أنها رد فعل دفاعي من جانب السوريين. راقب الإسرائيليون عن كثب هذا التراكم بالقرب من الجبهة، لكن مخابراتهم بقيت مصرة على أن سوريا لن تخوض الحرب بدون مصر، والتي يعتقد الإسرائيليون أنها محتلة حاليًا بقضايا داخلية.
خلال شهر سبتمبر من عام 1973 تلقى جهاز الاستخبارات العسكرية (أمان) أحد عشر تحذيراً بما في ذلك تحذير من العاهل الأردني الملك حسين بأن مصر وسوريا عازمتان على شن حرب، لكن تم تجاهلها جميعًا، حيث حافظ أمان على الاعتقاد بأن العرب لن يشنوا هجومًا. ظل مدير الموساد زفي زامير يرى أن الحرب لم تكن خياراً عربياً.
ومع ذلك بقيت الكثير من الإشارات التي يجب على الإسرائيليين تجاهلها وأهمها الإخلاء السوفيتي المتسرع من القاهرة ودمشق، والتراكم المستمر للقوات على الجبهة السورية عندما لم يكن من المفترض أن تدخل مصر في الحرب. على الرغم من أن رئيس الأركان، ديفيد إلعازار، قد طمأن إلى أن احتمال الحرب ما زال منخفضًا، فقد اتخذ خطوات احترازية في 5 أكتوبر. وضع إيلعازر الجيش بأكمله في حالة تأهب، وألغى جميع الإجازات، وأمر سلاح الجو بتولي حالة التأهب وضع. كما أمر اللواء السابع المدرع بالانتقال من سيناء إلى مرتفعات الجولان. وقد رفع هذا العدد الإسرائيلي في مرتفعات الجولان إلى 177 دبابة و 44 قطعة مدفعية في 6 أكتوبر. لاستبدال اللواء السابع المدرع، أمرت مدرسة المدرعات، بقيادة العقيد جابي أمير، بتنشيط لواء الدبابات الخاص بها لنقل جوي سريع؛ كان في سيناء بحلول 6 أكتوبر، قبل بدء الحرب. في النهاية، لم تصدر أي أوامر بالتعبئة إلى جنود الاحتياط. لا يزال إيلعازر وغيره من كبار القادة يتوقعون تحذيرًا من 24 إلى 48 ساعة من أجهزة الاستخبارات إذا كانت الدول العربية مصممة على الحرب.
في ليلة 5 أكتوبر، ذهب تسفي زامير إلى أوروبا للقاء شخصياً مع أشرف مروان، العميل المصري المزدوج. أخبر مروان الزامير أن الهجوم المصري السوري المشترك وشيك. إلى جانب التحذيرات والحوادث الأخرى، أقنع تحذير مروان زفي زامير أخيراً بقرب الحرب. أرسل إيلي زيرا، مدير أمان، تحذيرًا واضحًا بالحرب إلى القيادة الإسرائيلية في الساعة 4:30 من يوم 6 أكتوبر. لقد أخطأ أمان عندما انتهى الأمر إلى مهاجمة العرب في الساعة 18:00، وهذا تقدير في الواقع بعد أربع ساعات. اجتمعت رئيسة وزراء إسرائيل غولدا مائير مع وزير الدفاع موشيه ديان والجنرال ديفيد إلعازار في الساعة 08:05 لأكثر من ساعة. طلب مائير من كلا الرجلين تقديم وجهات نظرهما، والتي كانت متضاربة: واصل ديان الاعتقاد بأن الحرب لم تكن مؤكدة، في حين يعتقد إيلعازر خلاف ذلك، دافعًا عن ضربة جوية استباقية ضد سوريا. اقترح دايان أيضًا تعبئة جزئية من الاحتياطيات، في حين فضل إيلعازر تعبئة القوات الجوية بأكملها، وأربعة فرق مدرعة، يبلغ مجموعها ما بين 100000 و 120000 جندي. اختتمت مئير الاجتماع بالقول إنه لن يتم شن إضراب وقائي، من أجل ضمان دعم الولايات المتحدة، لكنها انحازت إلى ايلعازر بشأن مسألة التعبئة، وأصدرت أوامر للاحتياطيين للتعبئة.
سلم جهاز الاستخبارات العسكرية (أمان) تحذيره للقادة الإسرائيليين قبل تسع ساعات ونصف فقط من اندلاع الأعمال القتالية، وهو أقل بكثير من فترة التحذير المتوقعة من 24 إلى 48 ساعة. كان العرب قد ربحوا حرب المخابرات، وحققوا مفاجأة كاملة واكتسبوا المبادرة في ساحة المعركة.

## مسار العملية

### 6 أكتوبر - العبور
بدأت العملية بدر في الساعة 14:00 يوم 6 أكتوبر 1973. كما توقع الإسرائيليون أن يبدأ الهجوم بعد أربع ساعات لم يكن هناك سوى جزء من القوات وليس من المدرعات المخصصة لرجل خط بار ليف في الموقع باستثناء بضع فصائل في أقصى الشمال. ستة عشر حصن على الخط كانت مأهولة بالكامل، واثنان آخران كانا يعملان جزئيًا.
بدأت العملية بضربة جوية كبيرة شملت أكثر من 200 طائرة ضد ثلاث قواعد جوية، وبطاريات الدفاع الجوى هوك وثلاثة مراكز قيادة ومواقع المدفعية وعدة محطات رادار، باستخدام طائرات ميج 21، وميج 17، و سو7. كان هذا بالتنسيق مع الضربات المدفعية التي تبدأ في الساعة 14:05 من حوالي 2000 قطعة مدفعية ضد خط بارليف وضد مناطق تركيز المدرعات ومواقع المدفعية، وذلك باستخدام المدافع الميدانية ومدافع الهاوتزر ومدافع الهاون ومدافع الدبابات و B-10 و B-11 بنادق عديمة الارتداد. تم تعيين مدافع هاوتزر ذاتية الدفع عيار 152 ملم ومدافع الميدان 130 ملم في مهام مضادة للبطاريات ضد المدفعية الإسرائيلية. تم تقسيم إعداد النار الذي استمر لمدة 53 دقيقة، وهو أحد أكبر الأعمال في التاريخ، إلى أربعة قنابل. الأولى، التي دامت خمسة عشر دقيقة، كانت تستهدف أهداف العدو على الضفة الشرقية حتى عمق 1.5 كيلومتر. تم إطلاق ما يقدر بـ 10500 قذيفة على أهداف إسرائيلية في الدقيقة الأولى وحدها.
مع بداية التحضير للحريق، انفصلت فصائل صيد الدبابات - مجموعات من عشرة مزودة بصواريخ RPG-7 وقنابل RPG-43 وصواريخ AT-3 Sagger - القناة لنشر عمق كيلومتر واحد، واحتلال أسوار الدبابات بسرعة، شرعت في إعداد الكمائن ووضع الألغام. عندما انتهى القصف الأول، بدأت المدفعية المصرية في إطلاق وابل مدته 22 دقيقة، ضد أهداف على عمق يتراوح بين 1.5 و 3 كيلومترات. في هذا الوقت، 14:20، بدأت الموجة الأولى من مشاة الاعتداء، 4000 رجل، بعبور القناة. تم استخدام حوالي 2500 زورق وقوارب خشبية لنقل الجنود. استخدمت عبوات الدخان في نقاط العبور لتوفير الغطاء. في ليلة 5 أكتوبر، قام المهندسون بسد الأنابيب تحت الماء على الضفة المقابلة، ومنعوا الإسرائيليين من إطلاق الزيوت القابلة للاشتعال في القناة وإشعالها. كانت الموجة الأولى مجهزة بشكل خفيف ومسلحة بأسلحة RPG-7s وصواريخ ستريلا 2 وسلالم حبل للنشر على الجدار الرملي. من بين الموجة الأولى كان المهندسون المقاتلون وعدة وحدات من صاعقة (البرق ؛ كانت هذه قوات الكوماندوز)، الذين كلفوا بإعداد كمائن على طرق التعزيز. هاجم الصاعقة مواقع القيادة وبطاريات المدفعية من أجل حرمان الإسرائيليين من السيطرة على قواتهم، بينما قام المهندسون بخرق حقول الألغام والأسلاك الشائكة المحيطة بالدفاع الإسرائيلي. بعد ذلك مباشرة، نقل المهندسون العسكريون مضخات المياه إلى الضفة المقابلة وبدأوا في تركيبها. في هذا الوقت بدأت الطائرات المصرية المشاركة في الغارة الجوية في العودة. فقدت خمس طائرات ، على الرغم من أنه بحلول نهاية اليوم ارتفع هذا العدد إلى عشر طائرات. أوقفت الضربة الجوية قاعدتي بئر جفجافة وبئر ثمادا لمدة 48 ساعة ، وألحقت أضرارًا بقاعدتي رأس نصراني وبئر حسنة. تم تدمير حوالي عشر بطاريات من طراز هوك وبطاريتي مدفعيتين عيار 175 ملم على الأقل ، ومركز تشويش إلكتروني في أم خشيب ومحطات رادار مختلفة. سمح هذا للقوات الجوية المصرية بالعمل لبقية الحرب دون أي تدخل في الاتصالات الأرضية ، حيث كان مركز التشويش الوحيد في سيناء في العريش ، خلف الجبهة بشكل كبير. تم إطلاق أكثر من عشرة صواريخ AS-5 Kelt من قاذفات توبوليف 16. تم إسقاط العديد منهم ، لكن خمسة على الأقل أصابوا أهدافهم ، بما في ذلك صاروخان مزودان مضادان للإشعاع الرادارى ضربا الرادارات الإسرائيلية. تسبب نجاح الغارة الجوية في إلغاء المصريين للغارة الجوية المخططة الثانية. ومع ذلك يذكر حساب آخر أن 18 طائرة مصرية قد فقدت وهذه الخسائر دفعت إلى إلغاء موجة ثانية من الغارات الجوية.

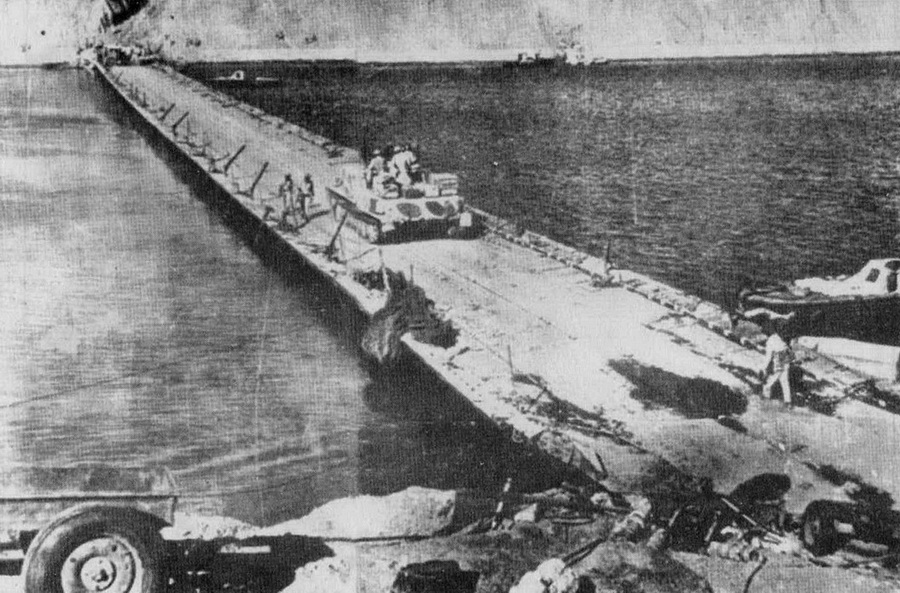
مركبة مدرعة مصرية تعبر القناة فوق أحد الجسور ، في 7 أكتوبر.

في البحيرات العظمى المرة قام اللواء 130 البرمائي المصري بعبورها. ويتألف اللواء من كتائب المشاة الآلية رقم 602 و 603 التي تضم 1000 رجل بما في ذلك كتيبة ساجر المضادة للدبابات وكتيبة مضادة للطائرات و 20 دبابة من طراز PT-76 و 100 ناقلة جند مدرعة برمائية وقد كُلفت بمهمة البحث عن منشآت العدو وتدميرها مداخل جيدي وميتلا يمر. لم يكن المتراس الرملي الذي اصطف قناة السويس بأكملها موجودًا في البحيرات المريرة ، ولم تكن هناك دفاعات أو وحدات إسرائيلية يجب مواجهتها ، ووصل اللواء إلى الضفة المقابلة في حوالي الساعة 14:40 دون أي خسائر. اكتشف المصريون حقل ألغام يعيق تقدمهم وعمل المهندسون العسكريون على تمهيد الطريق.
بعد ذلك في حوالي الساعة 4:00 مساءً كانت الكتيبة رقم 603 تعيد تجميع صفوفها خارج حقل الألغام عندما تعرضت لهجوم من قبل مجموعة من الدبابات شرق كبريت (أطلق عليها الإسرائيليون اسم بوتزر) وهو حصن لبار ليف يقع على بحيرة بيتر. تم تعزيز الكتيبة بمفرزة لصيد الدبابات من الفرقة السابعة وتمكنت من تدمير دبابتين وثلاث مركبات مصفحة قبل انسحاب الإسرائيليين. بعد ذلك تم إلغاء مهمتها الأصلية وأُمر بالسيطرة على موقع حصن كبريت. احتلت الموقع المهجور في 9 أكتوبر / تشرين الأول الذي احتجزته الكتيبة - رغم قطعها وتعرضها لهجمات عديدة - لبقية الحرب. أما بالنسبة للكتيبة 602 فقد بدأت في التحرك شرقًا بعد الغروب وعثرت على كتيبة إسرائيلية مؤلفة من 35 دبابة على طول طريق المدفعية على بعد حوالي 15 كيلومترًا (9.3 ميل) من البحيرات المرة. وكانت الكتيبة العاشرة تمتلك دبابات من طراز PT-76 مزودة بمدافع 76 ملم قد تفوقت على عدد أكبر من المدافع الإسرائيلي من طراز ام 48 باتون وبأسلحة من عيار 105 ملم. كان من الصعب تشغيل صواريخ ساجر الموجَّه يدويًا في الليل وكانت الدبابات الإسرائيلية تستخدم الأضواء الكاشفة للزينون. تم صد الكتيبة 602 في صحراء سيناء المفتوحة وفقدت العديد من الدبابات والعربات المدرعة إلى جانب خسائر كبيرة. تراجعت القوات المتبقية إلى خطوط الجيش الثالث. قد تكون بعض الوحدات قد حققت أهدافها على الرغم من أن هذا موضع خلاف.
رفعت القوات المصرية علمها الوطني على الضفة الشرقية للقناة في الساعة 14:35. بحلول ذلك الوقت بدأت وحدات من الكتائب والمشاة من الدبابات والمشاة الإسرائيلية تصل إلى خط بار ليف ، لكن تم منعها من الوصول إلى مواقعها بواسطة الكمائن المصرية. تعرضت الدبابات التي اخترقت للنيران من أسوار الضفة الغربية. في الساعة 14:45 هبطت موجة ثانية من المشاة على الضفة المقابلة. وصلت موجات من المشاة اللاحقة في فترات خمسة عشر دقيقة. ومع ذلك بعد الموجة الرابعة زاد التعب والمشاكل الفنية في القوارب تدريجيا خلال الفواصل الزمنية. تخلى المصريون عن جداولهم مع إعطاء الأولوية للفرق المضادة للدبابات والأسلحة التي يمكن أن تؤثر بشكل خطير على المعركة. كما استخدمت المركبات البرمائية لعبور المعدات. تم نقل العربات الخشبية إلى الضفة الشرقية عبر القوارب حيث تم رفعها في البداية إلى أعلى الجدار الرملي بأحمالها. ومع ذلك فقد أثبتت هذه الطريقة أنها خرقاء وتم تفريغ العربات أولاً ثم رفعها وبعد ذلك تم إعادة تحميلها وسحبها إلى القوات على خط المواجهة. سهلت العربات بشكل كبير توريد ونقل العتاد على الضفة الشرقية.

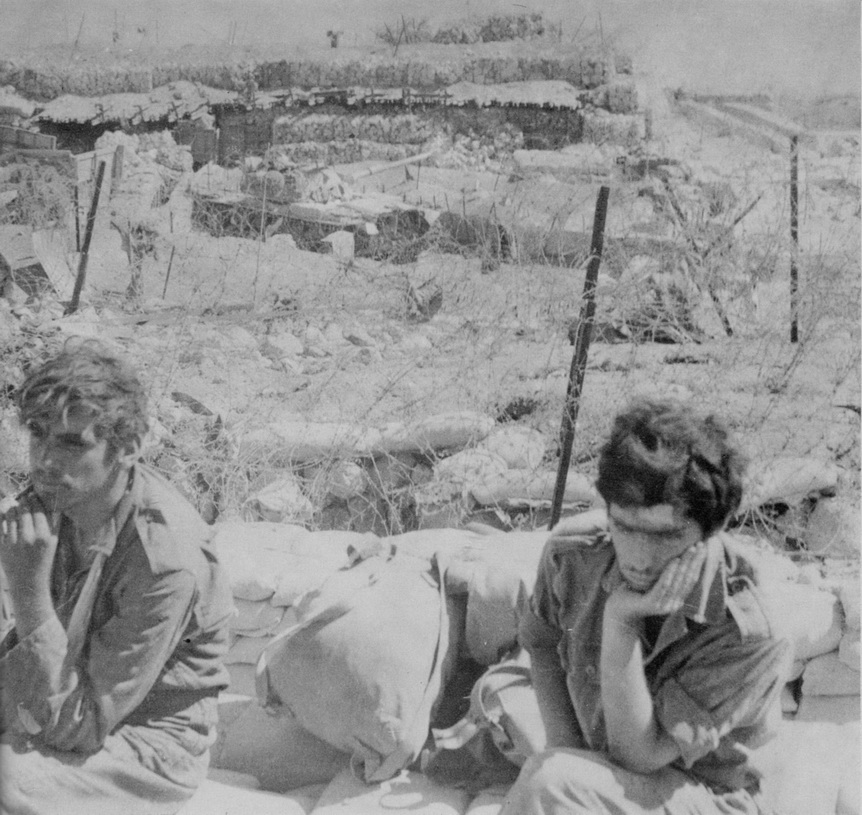
أسرى الإسرائيليون في أحد حصون بار ليف. في الخلفية دبابة من نوع M60.

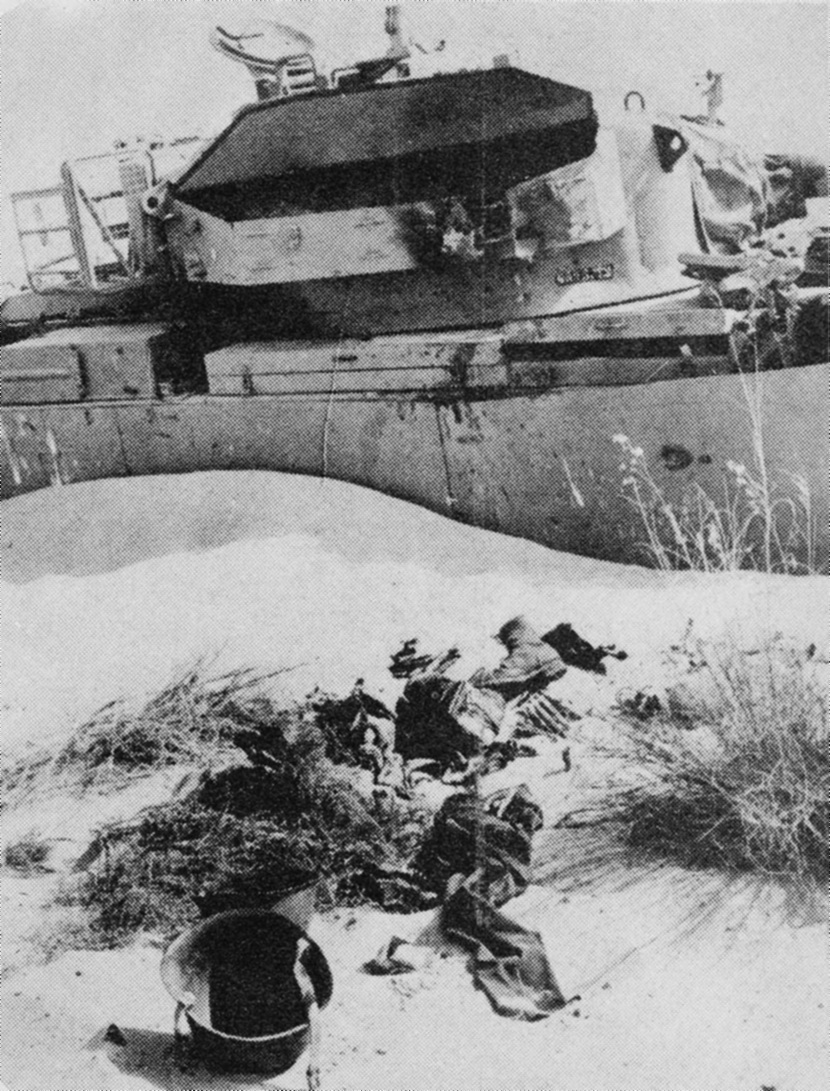
دبابة سنتوريون إسرائيلية مدمرة غارقة جزئياً في الرمال.

في هذه الأثناء حاولت القيادة الجنوبية الإسرائيلية تحديد الجهد المصري الرئيسي لشن هجوم مضاد مع اللواء الاحتياطى المدرع دان شومرون في الواقع ، لم يكن هناك أي جهد رئيسي. ونتيجة لذلك أهدرت القيادة الجنوبية عدة ساعات حرجة دون اتخاذ إجراءات حاسمة. كما عرضت الأخطاء التكتيكية نفسها عندما نقل رشيف لواء الدبابات إلى الأمام. أهمل القادة الإسرائيليون إجراء الاستطلاع مسبقاً مما تسبب في سقوط وحداتهم في الكمائن المصرية. في الارتباك الذي تلا الهجوم المفاجئ لم تبذل أي محاولة لإخلاء حامية خط بار ليف.
في الساعة 15:30 استولت القوات المصرية على حصن لحزانيت وهو أول حصن في خط بار ليف يسقط وبعد ذلك تم تعزيز المشاة ببنادق 82 ملم من طراز B-10 و 107 ملم من طراز B-11 في الوقت نفسه بدأ المهندسون في تشغيل مضخات المياه الخاصة بهم مقابل الجدار الرملي وفتحوا أول ممر في أقل من ساعة ونقل المصريون وحدات الجسور الخاصة بهم إلى القناة. بحلول الساعة 16:30 جمعت ثماني موجات القناة عشرة ألوية مشاة في جميع الجسور الخمسة أي ما مجموعه 23500 رجل (حوالي 4700 عند كل جسر). كان كل جسر في المتوسط بعرض ستة كيلومترات (3 ميل) وعمق حوالي كيلومترين. كان لدى المصريين مدفع مضاد للدبابات من عيار 85 ملم و 100 ملم في الضفة الشرقية بحلول ذلك الوقت.
في الساعة 17:30 بعد ثلاث ساعات من الحرب عبرت مشاة الموجة الثانية عشرة والأخيرة ليصل المجموع في جميع الجسور الخمسة إلى 32000 رجل (حوالي 6400 في كل جسر). بحلول ذلك الوقت وصلت الخسائر المدرعة الإسرائيلية إلى حوالي 100 دبابة. بالرغم الخسائر الإسرائيلية عن إصرارها على الوصول إلى خط بار ليف ، وتعرضوا مرارًا للكمائن العدوانية من قبل الجنود المصريين.
الاستفادة من الغروب في الساعة 17:50 تم إسقاط أربع كتائب صاعقة في عمق سيناء بواسطة طائرات هليكوبتر تحلق على علو منخفض. وقد تم تكليف الصاعقة بعرقلة الاحتياطيات في طريقها من إسرائيل. خرجت المروحيات من مظلة صواريخ سام الصديقة ولم يتم تخصيص غطاء جوي مما أسفر عن سقوط عدد منهم.
في الساعة 18:00 بدأت الدروع المصرية والوحدات المضادة للدبابات في الضفة الغربية تتحرك إلى مواقع العبور. وبعد 15 دقيقة أنهى المهندسون تجميع جميع العبارات الـ 35 وانتظروا فتح الممرات. بحلول الساعة 18:30 كان عمق الجسور ما يقرب من خمسة كيلومترات. مع القضاء على المدفعية الإسرائيلية على خط بار ليف ، تم نقل وحدتي سام 2 وسام 3 اللازمتين للأمام. من الساعة 22:30 حتي 01:30 بعد منتصف الليل وضعت جميع الجسور في أماكنها ثمانية ثقيلة وأربعة خفيفة ومعها العبارات ، وبدأت في نقل التعزيزات إلى الضفة المقابلة. في أقصى جنوب القناة في قطاع الفرقة 19 تحولت الرمال إلى طين مما جعل من الصعب إزالتها. وبالتالي تم نشر أربع عبارات وثلاثة جسور مخصصة لهذا القسم قبل سبع ساعات من الموعد المحدد. تم نقل الجسور بشكل دوري للتشويش على الضربات الجوية الإسرائيلية التي استهدفتهم - فتح المصريون 60 ممرًا ولكنهم كانوا يعملون فقط 12 جسرًا ، مما يسمح بنقل كل جسر إلى أحد الممرات الخمسة. طوال الليل وحتى الصباح التالي استمرت الدبابات والعربات في عبور القناة. كانت الشرطة العسكرية مسؤولة عن توجيه هذه الحركة الضخمة باستخدام علامات مشفرة بالألوان.

#### قطاع بورسعيد
كان قطاع بورسعيد قيادة عسكرية مستقلة في الجيش المصري وغير مرتبط بالجيش الثاني. أدرجت بورسعيد وبور فؤاد وجوارها. احتوى القطاع على لواءين مشاة. كانت العمليات العسكرية في هذه المنطقة موجهة ضد ثلاثة تحصينات: بودابست وأوركال ولحزنيت. كما هو الحال مع بقية الجبهة بدأ الهجوم هنا بتجهيز النيران. ومع ذلك لم تُستخدم أسلحة ذات مسارات عالية لأن الطائرات المصرية كانت تحلق عبر المجال الجوي للقطاع ومن ثم فقد استخدمت فقط مدافع نيران مباشرة لقصف المواقع الإسرائيلية.
تم عزل حصن لحزانيت الذي يبعد 19 كم (12 ميل) جنوب بور فؤاد بواسطة المشاة المصريين قبل الهجوم مما حال دون وصول التعزيزات الإسرائيلية. في الساعة 15:00 انتهك المصريون حقل الألغام وأسلاك شائكة تحيط بالقلعة ، وفي هذه المرحلة هاجمت قوة من القوات المصرية الدفاعات. بحلول الساعة 15:30 تم إعلان الحصن تحت السيطرة المصرية. شرع المصريون في تطهير عدد قليل من المخابئ التي لا يزال الجنود الإسرائيليون يحتلونها واستسلم بعضهم عندما بدأوا في مواجهة قاذفات اللهب. بحلول الساعة 18:00 طهر المصريون الحصن بالكامل.
تم عزل حصن أوركال على بعد 10 كيلومترات إلى الجنوب من بور فؤاد قبل الهجوم. اقترب المصريون براً من بور فؤاد وعبر قناة السويس. توقف الهجوم بسرعة حيث فشلت القوة التي تقترب من الشمال في اختراق حقل الألغام تاركة القوة المهاجمة عبر القناة مثبتة على الجدار الرملي بنيران العدو. بعد ذلك عبرت فرقة المشاة وتجدد الهجوم من الجنوب والاستيلاء على عدة مواقع. سرعان ما سمحت التعزيزات بالتقاط المزيد من المواقع. في 7 أكتوبر / تشرين الأول قام المدافعون الباقون بمحاولة شاملة للانضمام إلى القوات الصديقة لكن تم اعتراضهم وقتلوا أو أسروا.

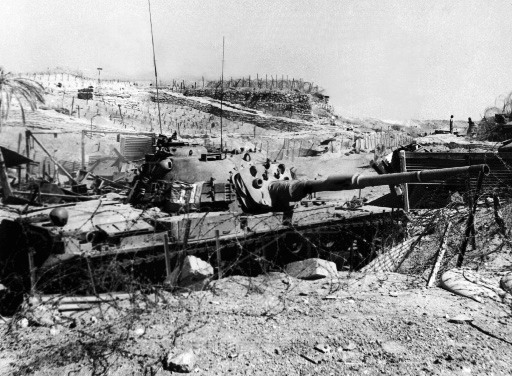
دبابة إسرائيلية من نوع M48 في أحد حصون خط بارليف.

يقع حصن بودابست في قطاع ضيق من الأرض جنوب شرق بور فؤاد وتحيط به المياه على الجانبين. تعرض الحصن لضربات جوية ومدفعية الساعة 14:00. قطعت كتيبة الصاعقة الطريق الوحيد المؤدي إلى الحصن للحصول على تعزيزات بينما هاجمت كتيبة من بور فؤاد وتقدمت على طول شريط ضيق من الأرض مكسو بالغطاء الطبيعي. وقع هجوم الكتيبة في حقل الألغام الذي كان عمقه 600 متر. سرعان ما تعرضت لهجمات جوية حيث كان الحصن خارج «مظلة» صواريخ سام وواجه مقاومة شديدة من حامية الحصن. في نهاية المطاف أوقفت الكتيبة هجومها وتراجعت في حين منعت وحدة الصاعقة شرق الحصن وصول التعزيزات إلى الحصن لمدة أربعة أيام قبل انسحابها. اقترب هجوم آخر في 15 أكتوبر من النجاح لكنه فشل في نهاية المطاف وبالتالي أصبح حصن بودابست هو الموقع الوحيد لخط بار ليف الذي بقى في أيدي الإسرائيليين.

#### التحركات البحرية
بحلول السادس من أكتوبر كانت القوات البحرية المصرية في باب المندب حيث كسروا الصمت اللاسلكي. عندما بدأت عملية بدر في الساعة 14:00 أذن الأدميرال فؤاد أبو ذكرى الأسطول بالمضي قدما في الحصار عبر كلمة مرور. اعترضت الغواصات والمدمرات المصرية السفن التي كانت تمر عبر باب المندب المتجهة إلى إيلات وتوقفت جميع الملاحة البحرية الإسرائيلية في البحر الأحمر. لقد كان الحصار نجاحًا استراتيجيًا لمصر في حين لم تتمكن القوات البحرية والبحرية الإسرائيلية من رفع الحصار بسبب المسافة الطويلة بين إسرائيل وباب المندب. تم زرع الألغام عند مدخل خليج السويس لمنع إسرائيل من نقل النفط من حقول سيناء إلى إيلات. يدعي المؤرخ جمال حماد أنه تم فرض حصار أيضًا في البحر المتوسط بينما تعارض مصادر أخرى ذلك.
وبصرف النظر عن الحصار قامت البحرية المصرية بعدة مهام أخرى. شاركت المدفعية الساحلية في بورسعيد في التحضير للنيران بقصف حصن بودابست وحصن أوركال بينما ضربت المدفعية الساحلية في السويس أهدافًا مقابل الجيش الثالث. قصفت الزوارق الصاروخية رمانة ورأس بايرون على البحر المتوسط ورأس ماسالا ورأس سدر على خليج السويس وشرم الشيخ. داهم رجال الضفادع البحرية المنشآت النفطية في بلعيم مما عطل الحفار الهائل.
وقعت عدة اشتباكات بحرية بين قوارب الصواريخ المصرية والإسرائيلية قبالة الساحل بين بورسعيد ودمياط بما في ذلك واحدة في 8 أكتوبر عندما حاول أسطول من عشرة قوارب صواريخ إسرائيلية قصف أهداف ساحلية على طول دلتا النيل. واجهت أربعة قوارب صواريخ مصرية من طراز أوسا ستة منها مما أدى إلى معركة بلطيم حيث غرقت ثلاثة من قوارب الصواريخ المصرية في غضون أربعين دقيقة دون وقوع إصابات في صفوف الإسرائيليين. زعمت مصر أنها أغرقت أربعة «أهداف» إسرائيلية وثلاثة كانوا يعتقدون أنها قوارب طوربيد بخارية وقارب صاروخي واحد.
وفقًا لشايم هرتسوغ ردت إسرائيل بحصار بحري لمصر أدى إلى تدمير الاقتصاد المصري. ومع ذلك ظلت الطرق البحرية المؤدية إلى موانئ مصر الرئيسية - الإسكندرية على البحر المتوسط وميناء سفاجا على البحر الأحمر - آمنة ومفتوحة أمام الشحن طوال فترة الحرب.

### 7 أكتوبر

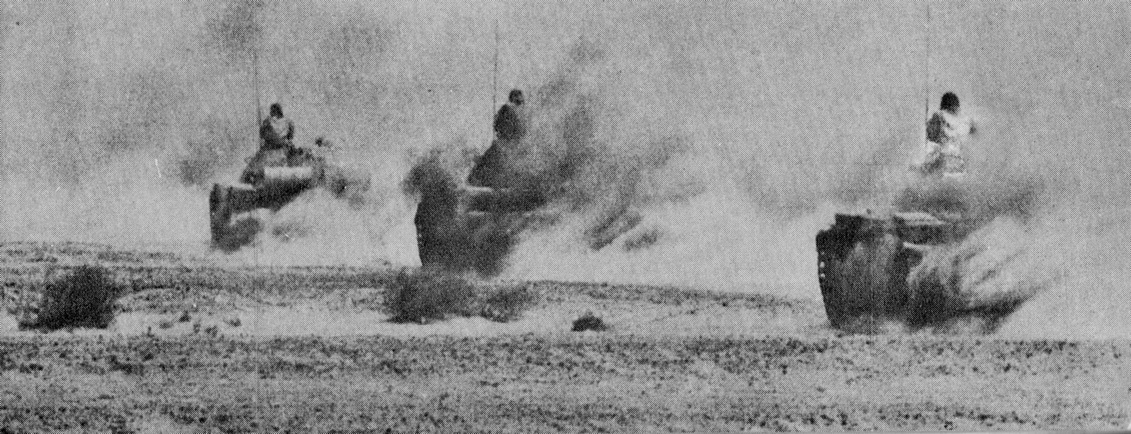
دبابات مصرية تتقدم في صحراء سيناء.

في الساعات الأولى من يوم الأحد 7 أكتوبر بعد منتصف الليل تقدم المشاة المصريون بدعم من الدبابات الآن لتوسيع رؤوسهم. تعرضت التكوينات الإسرائيلية المدرعة لخسائر فادحة في المحاولة مراراً وتكراراً للوصول إلى خط بار ليف وكانت غير منظمة ومشوشة. إلا أن العديد من الوحدات الإسرائيلية قاومت بعناد التقدم المصري. اخترقت مجموعات من الدبابات والمشاة مرتين في ليلة 6 أكتوبر / تشرين الأول رؤوس الجسور للوصول إلى خط القناة حيث تمكنوا من تدمير جسرين وتدمير عدد من العبارات. ولكن هذه الوحدات محاطة من جميع الجوانب وتم تدميرها قريبًا.قبل شروق الشمس وصلت رؤوس الجسور إلى عمق يتراوح بين 6 و 9 كيلومترات (3.7 - 5.5 ميل)، وتراجعت الوحدات الإسرائيلية المهاجمة. مع وجود أعداد كافية من المدرعات أخيرًا على الضفة الشرقية ، بدأت تعزيزات المشاة بالعبور. شهد الفجر في 7 أكتوبر ما مجموعه 50000 رجل (حوالي 10000 لكل رأس جسر) و 400 دبابة مصرية تشغل خمسة رؤوس جسر في سيناء عبر قناة السويس. قامت القوات المصرية بإعادة تنظيم وترسيخ نفسها تحسبا لهجمات مضادة إسرائيلية.
واصل ديفيد إيلعازر توجيه جونين لإجلاء الجنود من نقاط القوة التي لم تكن محاصرة بعد رغم أنه بحلول السابع من أكتوبر / تشرين الأول كانت معظم الدفاعات الإسرائيلية محاصرة. خسائر المصريين حتى صباح 7 أكتوبر / تشرين الأول كانت 280 قتيلاً فقط و 20 دبابة مدمرة. كانت الخسائر الإسرائيلية أثقل بكثير. كان اللواء في خط بار ليف محاطًا بالكامل وكان معظم رجاله ضحايا بينما أسر 200. تم تقدير الخسائر المدرعة من 200 إلى 300 دبابة. قدر أحد المصادر الخسائر بنحو 200 على الأقل لكن العديد من الهجمات كانت بحجم الكتيبة لاستعادة الحصون حول القنطرة وللوصول إلى بعض الحصون الوسطى والجنوبية تكبدت خسائر إضافية مع تدمير أكثر من 50 دبابة. في الأيام اللاحقة تمكن بعض المدافعين في خط بار ليف من اختراق القوات المصرية والعودة إلى خطوطهم أو تم انتزاعها من قبل القوات الإسرائيلية في هجمات مضادة جاءت لاحقًا.
عندما أصبح حجم الخسائر الإسرائيلية واضحًا اتخذ جونين قرارًا ظهرًا بتشكيل خط دفاعي على الطريق الجانبي على بُعد 30 كم (19 ميلًا) شرق القناة وأمر قادة فرقته بالانتشار وفقًا لذلك. عند الظهر بدأت عناصر من الفرقة 162 تحت قيادة أبراهام أدان والفرقة 143 تحت قيادة أرييل شارون في الوصول إلى الجبهات. وبالتالي قام جونين بتقسيم الجبهة إلى ثلاثة أقسام : تم نشر أدان في القطاع الشمالي وشارون في القطاع الأوسط وماندلر في القطاع الجنوبي.
استمرت الضربات الجوية طوال اليوم وتلقت القيادة الجنوبية تقارير متفائلة خلال فترة ما بعد الظهر من سلاح الجو الإسرائيلي ، والتي زعمت أن سبعة جسور خرجت من العمل مع تدمير الجسور المتبقية في المساء. في الواقع كان العديد من الجسور التي تم تدميرها كانت خداعية. في هذه الأثناء تم إصلاح الجسور الحقيقية بسرعة وأعيدت إلى الخدمة. تم وضع عشرة جسور ثقيلة أثناء العبور وتم وضع جسرين في الجنوب ولكنهما غير عامليين. الآن في 7 أكتوبر / تشرين الأول تمت إزالة خمسة من هذه الجسور ووضعها مع اثنين بالفعل في الاحتياط وترك كل قسم مع جسر ثقيل واحد وجسر خفيف واحد.
وسعت القوات المصرية رؤوس الجسور في ذلك اليوم لتضييق الفجوات بين 14-15 كم (8.7-9.3 ميل) بينهما. وفي الوقت نفسه عملت القيادة العامة على تنظيم قواتها في الضفة الشرقية. عبرت القوات المصرية مع الإمدادات لمدة 24 ساعة. بحلول يوم الأحد أصبح من الضروري إعادة تزويد هذه القوات لكن الوحدات الإدارية ووحدات الإمداد كانت في حالة من الفوضى ولمشاكل الجنوب مع وضع الجسور المزيد من جهود الإمداد المعاقين هناك. عرض 7 أكتوبر هدوءًا نسبيًا بسبب القتال العنيف الذي دار مما سمح للمصريين بتنظيم إدارة ساحة المعركة. عند جسر الجسر التاسع عشر إلى الجنوب ، تم التخلي عن جميع الجهود المبذولة لوضع ثلاثة جسور هناك بسبب الصعوبات في التضاريس. بدلاً من ذلك تم نقل الإمدادات والتعزيزات المخصصة للقسم على جسور الفرقة السابعة إلى الشمال ، حيث كان المهندسون أكثر نجاحًا في وضع الجسور.

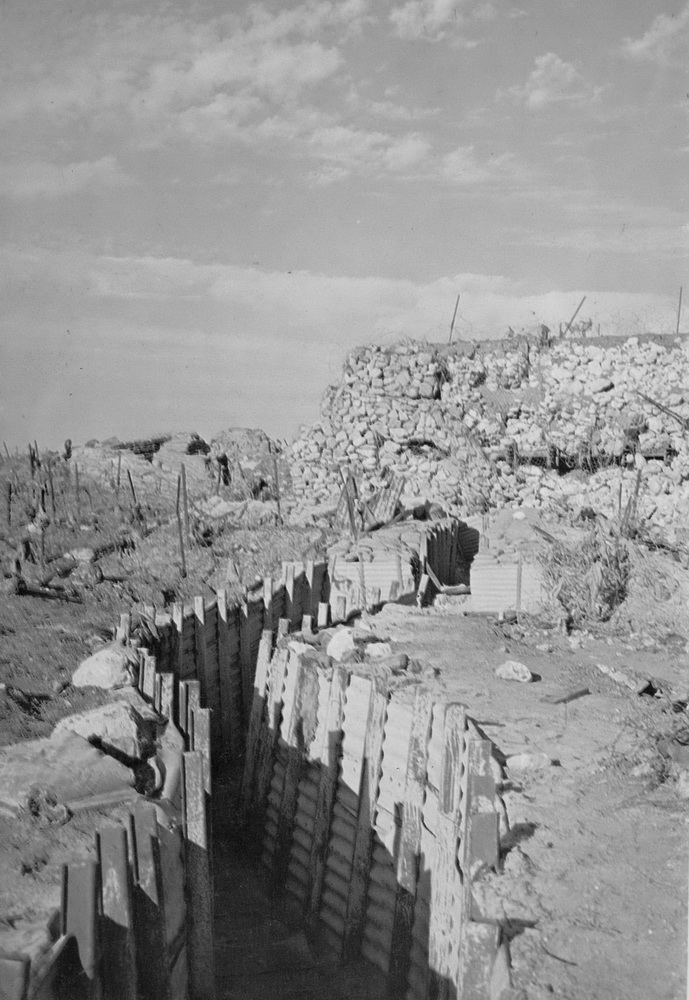
خندق في أحد تحصينات خط بار ليف.

القتال في جميع أنحاء الجبهة لم يتوقف بالكامل لبقية اليوم وكان معظمه يشارك حول الدفاعات الإسرائيلية المحاصرة ونقاط القوة التي لا تزال تقاوم. في هذه الأثناء بدأت وحدات الصاعقة التي تم إسقاطها جواً في سيناء في اليوم السابق إشراك الاحتياطيات الإسرائيلية المتجهة إلى الجبهة في القتال. وكانت مناطق العمليات الرئيسية هي الممرات الجبلية المركزية والطرق الساحلية الشمالية وبالقرب من خليج السويس. استولت كتيبة واحدة تم نقلها في 18 طائرة هليكوبتر ، على رأس سدر جنوب بور توفيق بالقرب من خليج السويس. في الطريق أسقطت أربع طائرات هليكوبتر لكن الناجين بمن فيهم 9 من أفراد الطاقم تمكنوا من إعادة تجميع صفوفهم مع بقية الكتيبة. واحتفظت بموقفها لبقية الحرب في ظل ظروف صعبة للغاية ومنع الاحتياطيات الإسرائيلية من استخدام الممر للوصول إلى الجبهة. حاولت كتيبتان ترسيخ أنفسهما في وسط سيناء بين الطاسة وبئر جفيف. أدى الحظر الجوي الإسرائيلي إلى قيام ست طائرات هليكوبتر بالهبوط القسري بعد إصابتها بينما تراجعت طائرتان عموديتان وانسحبتا. تسببت عمليات الهبوط القسري في العديد من الإصابات لا سيما بسبب الحروق ، وقام الناجون بالعودة إلى الخطوط الودية. وصلت أربع مروحيات فقط إلى منطقة الهبوط المحددة ولا يمكن نقلها مرة أخرى ، مما يشير إلى الطبيعة الانتحارية لهذه العمليات. على الرغم من أن ثلث قوتهم الأصلية تمكنت الصاعقة من منع الاحتياطيات الإسرائيلية لأكثر من ثماني ساعات. تم تدمير الكتيبتين بالكامل تقريبًا حيث عانى حوالي 150 قتيلًا بينهم 15 ضابطًا. تزعم التقديرات الإسرائيلية أنها سقطت بين عشر وعشرين طائرة هليكوبتر في اليوم الأول من الحرب.]
في شمال سيناء تمركزت كتيبة صاعقة على طول الطريق الساحلي بين "رمانة وبالوظة في 6 أكتوبر. وفي اليوم التالي نصبت كمينًا للواء العقيد ناتك نير وهو جزء من فرقة أدان ودمر حوالي 18 دبابة مع مركبات أخرى. تم إغلاق الطريق الساحلي لأكثر من خمس ساعات. كانت قوات المشاة الإسرائيلية المحمولة جواً ملتزمة بدعم المدرعات وفي المعركة التي تلت ذلك تم تدمير 12 دبابة و 6 مسارات نصفية. قُتل نحو 30 جنديًا من اللواء ، بينما فقدت الكتيبة الصاعقة 75 قتيلًا. بالإضافة إلى تأخير الاحتياطيات الإسرائيلية نفذت قوات الكوماندوز عمليات تخريبية.
تقارير هذه العمليات مثيرة للجدل للغاية. تزعم بعض المصادر أن قوات الكوماندوس عانت من خسائر فادحة وكانت غير فعالة. ومع ذلك فمن الواضح أن هذه العمليات ألحقت أضرارا وتسببت في حدوث ارتباك وقلق بين الإسرائيليين الذين حولوا قواتهم لمواجهة هذه التهديدات بينما تباطأ جنود الاحتياط. كما أثنى أحد قادة الفرقة الإسرائيلية على الصاعقة المصرية.
شهدت القنطرة أيضًا قتالًا عنيفًا حيث اشتبكت قوات من الفرقة 18 مع القوات الإسرائيلية داخل المدينة وحولها. بحلول الصباح الباكر تمكن قائد الفرقة العميد فؤاد عزيز غالي من إنشاء مركز قيادته هناك. ووقع قتال قريب بينما قام المصريون بتطهير مبانى مدينة الأشباح. كان القتال شديدًا وبحلول نهاية 7 أكتوبر كانت المدينة وضواحيها بالإضافة إلى حصنين قريبين من خط بارليف تحت السيطرة المصرية.

#### المؤتمر الإسرائيلي في جبل أم خشيب
ديفيد إيلعازر بتشجيع من تقارير نجاح القوات الجوية الإسرائيلية قرر زيارة القيادة الجنوبية الإسرائيلية. وكان برفقته مساعده العقيد أفنير شاليف ورئيس الأركان الإسرائيلي السابق اسحق رابين. وصل العازار إلى مركز القيادة المتقدمة لجونين في جبل أم خشيب في الساعة 18:45 وكان من بين الحاضرين جونين وأدان وماندلر. وصل شارون فقط بعد اختتام الاجتماع.
في المؤتمر ركز ضوء المعلومات القليلة المتوفرة عن التصرفات والنوايا المصرية وبسبب نقص المشاة والمدفعية اتفق القادة على أنهم لا يستطيعون تخفيف نقاط القوة المحاصرة على القناة في المستقبل القريب. كان هناك إجماع عام على مهاجمة القوات المصرية وإخراجهم من التوازن لكنهم اختلفوا حول كيفية القيام بذلك. من المتوقع أن يكون لدى القيادة الجنوبية 640 دبابة يوم الاثنين 8 أكتوبر منها 530 دبابة سيتم توزيعها على ثلاث فرق: 200 دبابة تحت قيادة أدان و180 تحت شارون و 150 تحت ماندلر بعد استبدال جزء من خسائره. وتشير التقديرات إلى أن عدد الدبابات المصرية يبلغ 400 دبابة عندما كان هناك في الواقع 800 دبابة عبر القناة بحلول مساء الأحد. في ضوء التفوق الظاهر ، أوصى جونين بشن هجوم مباشر في الليل مع عبور الفرقة 162 تحت قيادة أدان إلى الضفة الغربية في القنطرة وعبر الفرقة 143 تحت قيادة شارون إلى مدينة السويس. ومع ذلك حث أدان الذي يفتقر إلى المشاة على اتباع نهج حذر حتى وصول المزيد من الاحتياطيات إلى الجبهة.
فضل إيلعازر الحذر أيضًا وقرر شن هجوم محدود في صباح يوم 8 أكتوبر. سيهاجم أدان جنوبًا ضد الجيش الثاني ويبقى على بعد 3 إلى 5 كيلومترات (1.9 - 3.1 ميل) بعيدًا عن القناة لتجنب الأسلحة المصرية المضادة للدبابات. سيستمر شارون في تقدمه باتجاه الجنوب نحو الإسماعيلية مع انتقال القسيمه إلى قطاعه مع التركيز في الطاسة لدعم أدان إذا لزم الأمر. أبقى مفتوحاً مسألة معبر إسرائيلي مضاد في حالة انهيار المصريين تحت الهجمات المضادة الإسرائيلية. [117] إذا نجح أدان، فإن شارون سيهاجم رأس جسر الجيش الثالث بطريقة مماثلة لأدان، ثم يعبر إلى الضفة الغربية. كان ماندلر في موقف دفاعي ينظم فرقته التي خيمت عليها المعارك وكان لا يمتلك إلا بضع عشرات من الدبابات. أكد إيلعازر بوضوح أنه لن يحدث أي عبور للقناة أو محاولة للوصول إلى نقاط القوة دون موافقته. انتهى الاجتماع في الساعة 22:00.
بعد ذلك وصل شارون بعد أن فقد المؤتمر بأكمله. أثناء حديثه مع جونين والقادة الآخرين بعد مغادرة إيلعازر أوصى شارون بشن هجوم فوري للتخفيف عن النقاط القوية المحاصرة. أشار جونين إلى أن هذا كان مسار العمل الإسرائيلي طوال 14-16 ساعة ولكن دون جدوى . ومع ذلك فهو لم يرفض رأى شارون تمامًا وأمره بالفعل بالتحضير لمثل هذا الهجوم ووعد بقرار نهائي بشأن الأمر قبل الساعة 6:00 فجرًا. ومع ذلك فإن شارون سوف يتوافق مع الخطة الأصلية لهجوم محدود في اليوم التالي.

### 8 أكتوبر
عززت الجسور الخمسة ذات الحجم المتساوى نفسها يوم الاثنين 8 أكتوبر / تشرين الأول إلى قسمين رئيسيين بحجم الجيش: احتل الجيش الثاني بتقسيماته الثلاثة القنطرة في الشمال إلى الدفرسوار في الجنوب بينما احتل الجيش الثالث مع فرقتين الجنوب نهاية البحيرات المرة إلى نقطة جنوب شرق ميناء بورتوفيق في أقصى نهاية القناة. ضم هذان الجسران ما مجموعه 90.000 رجل و 980 دبابة ، تم حفر الخنادق لهم وتحصينهم. تم نشر كل فرقة وفقًا للعملية بدر لواءين مشاة في قيادتها الأمامية ولواء مشاة آلي واحد في المستوى الثاني. في الاحتياط كان لواء واحد مدرعة. أنشأ المصريون دفاعات مضادة للدبابات على طول خطوطهم باستخدام صواريخ مضادة للدبات الخاصة بساجر وار بى جى و B-10 و B-11 بنادق عديمة الارتداد للدبابات.
عند الفجر وقع قصف بنيران صديقة حيث كانت الفرقة الثانية والسادسة عشر في الجيش الثاني تغلقان الفجوة بين الجسور. أثناء صعود سلسلة من التلال واجهت فصائل دبابات من الجيشين بعضهما البعض على ارتفاع 460 مترًا (1510 قدمًا). تم تحريك أطقم الدبابات لدرجة أنهم فتحوا النار على الفور. فقدت كل فصيلة اثنتين من دباباتها الثلاث لتوجيه ضربات في غضون دقائق وقتل عدة رجال.
زار الشاذلي الجبهة في الصباح الباكر قبل الهجوم الإسرائيلي لتشكيل تقييم للوضع. وصل إلى مقر قيادة الجيش الثاني حيث تم إطلاعه على الوضع ثم توجه إلى مقر الفرقة الثانية المتقدم حيث التقى العميد حسن أبو سعدة وزار قوات المواجهة. العديد من الجنود لم يناموا لمدة ليلتين لكن العبور الناجح كان معززًا للروح المعنوية وهو منشط كما وصفه. ثم انتقل الشاذلي جنوبًا إلى رأس جسر الفرقة السابعة في قطاع الجيش الثالث حيث توقفت حركة المرور تقريبًا. التقى الشازلي مع قائد الفرقة التاسعة العميد أحمد بدوي الذي أبلغه بمشاكل وضع الجسور التي واجهها مهندسو الفرقة التاسعة عشرة جنوبًا مما أدى إلى إرسال جميع الإمدادات والتعزيزات الخاصة بالجيش الثالث على جسور الفرقة السابعة المزدحمة بالفعل مما أدى إلى ازدحام مروري قوي. على الرغم من هدوء يوم الأحد لم يتحسن الوضع بعد. وقد أدى ذلك إلى حدوث تعقيدات ، حيث فقد الجنود وأطقم الدبابات الاتصال بوحداتهم وبالتالي لم يكن لديهم أي فكرة عن مواقعهم المحددة. كان الكثير من الجنود يعانون من نقص الإمدادات وعاد بعضهم إلى الضفة الغربية للقناة لتجديد إمداداتهم الغذائية والمائية.
بعد التشاور مع كبار مهندسي الجيوش الميدانية الثانية والثالثة أصبح الشاذلي مدركًا أن الجبهة أصبحت مستقرة على الرغم من الخسائر الفادحة قد دمرت العديد من أقسام الجسور بحيث فقد المصريون ما يعادل ثلاثة جسور ثقيلة تاركين أربعة جسور في الاحتياط مع خمسة وضعت بالفعل في القناة. وأثار هذا مخاوف بشأن العرض في الأيام والأسابيع المقبلة. ثم ناقش الشاذلي إمكانية بناء ثلاثة جسور في القناة باستخدام الأرض والرمال. هذا من شأنه أن يجعل من الطرق منيعة ضد الغارات الجوية والمدفعية. كان كبير المهندسين بالجيش الثالث الذي ناقش معه الفكرة واثقًا من أنه في ظل وجود عدد كبير من الجرافات يمكن بناء الطرق في غضون أسبوع واحد.

#### الهجوم الإسرائيلي المضاد
بعد وقت قصير من منتصف ليل الثامن من أكتوبر تسببت التقارير الميدانية المتفائلة التي تتوقع حدوث انهيار وشيك في مصر في تغيير جونين خططه للهجوم. هاجم أدان الآن اتجاه النقاط القوية في الفردان والإسماعيلية. لم يتم صياغة التغيير بناءً على معلومات استخباراتية تكتيكية دقيقة وسيحدث بعض التشويش بين القادة الإسرائيليين لبقية اليوم.

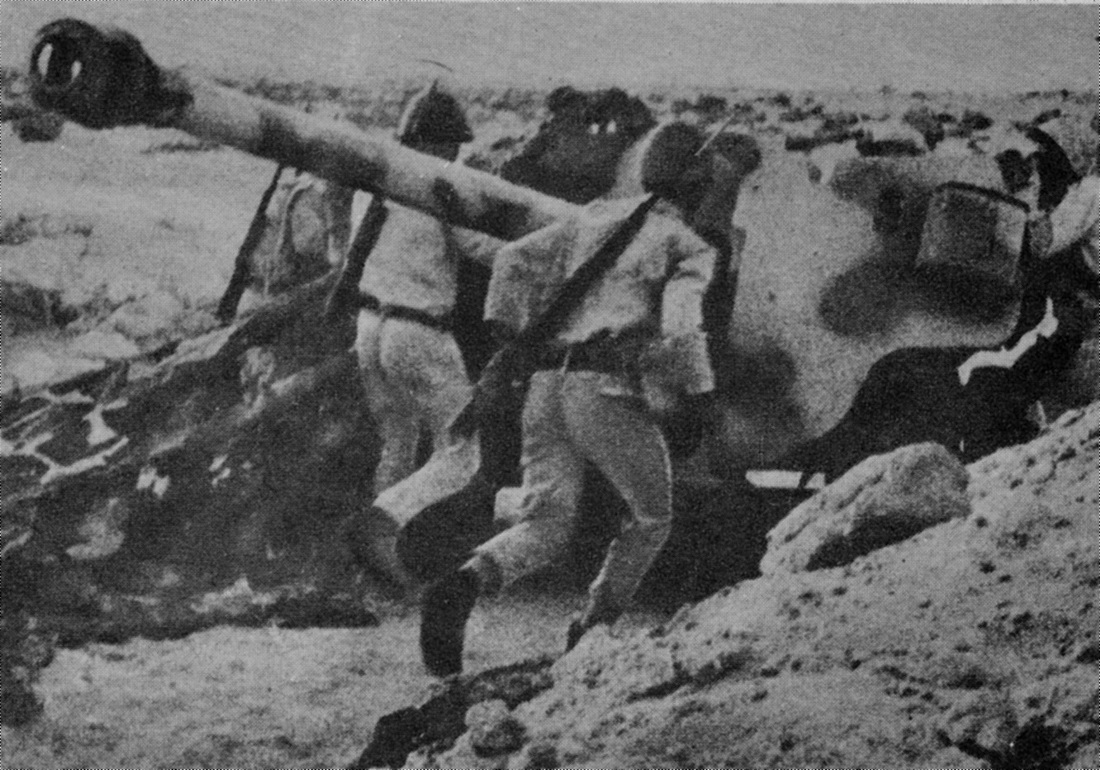
تحرك جنود نحو مدفع مضاد للدبابات BS-3. استخدم المصريون أسلحة تقليدية مضادة ومدعومة بالصواريخ الموجهة ضد الدبابات وكذلك الدبابات لمواجهة القوات المدرعة الإسرائيلية.

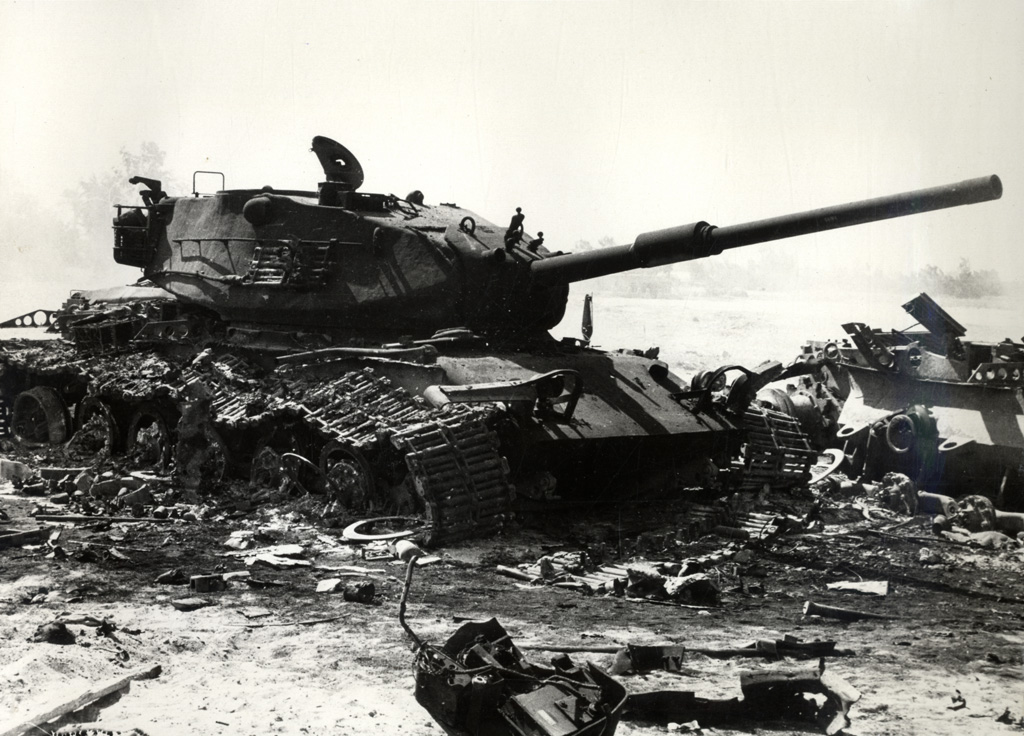
حطام دبابة إسرائيلية في أعقاب هجوم مضاد.

تم نشر الفرقة المدرعة 162 تحت قيادة أدان على طول طريق بالوظة-الطاسة إلى الشمال. كان كل قسم يتألف من لواء العقيد ناتك نير الذي يضم 71 دبابة ولواء جابي أمير الذي يضم 50 دبابة من طراز M60 ولواء آريه كيرن الذي يضم 62 دبابة (لا يزال في طريقه إلى المنطقة) لما مجموعه 183 دبابة. ما زال أدان يخطط لتجنب الأسلحة المصرية المضادة للدبابات عن طريق تحريك لواء أمير جنوبًا بين طريقي المعجم والمدفعية (الطريق السابق كان بجوار القناة وكان الأخير على بعد 10-15 كيلومتر (6.2–9.3 ميل شرقًا)) للوصول إلى موقع من شأنه أن يربط اللواء بقوة هيزايون المقابلة لفردان ونقطة بوركان القوية مقابل الإسماعيلية. كان نير يتحرك بطريقة مماثلة للربط مع بوركان. كان كيرن يتحرك شرق طريق المدفعية ويضع لواءه مقابل نقطة ماتزمد القوية في الطرف الشمالي من البحيرات المرة. ومن المتوقع أن ينضم لواء مشاة ميكانيكي يضم 44 سوبر شيرمانز إلى الهجوم في وقت متأخر من الصباح. الدعم الجوي القليل أو لا يأتي للهجوم.
في الساعة 07:53 قبل دقائق من بدء الهجوم الإسرائيلي انخرطت القوات الإسرائيلية بالقرب من القنطرة بشدة مع لواء مكون من الجناح الأيمن للفرقة 18 بينما كانت القوات المصرية تسعى إلى تأمين المدينة والمناطق المجاورة لها. قائد الفرقة دعم اللواء بكتيبتين من دبابات T-62. لمنع القوات الإسرائيلية في المنطقة من الخروج ، أمر جونين نير بالبقاء بالقرب من القنطرة للمساعدة في احتواء الهجوم المصري. ترك هذا أدان مع 50 دبابة فقط تحت قيادة أمير لتنفيذ الهجوم.
بدأ أمير القيادة جنوبًا في الساعة 08:06 وأمر بالاستعداد للوصول إلى النقاط القوية بإشارة من أدان. كان كيرين لا يزال في طريقه إلى المنطقة. بمجرد وصول لواءه سيشن هجومًا على رأس جسر الفرقة 16. ومع ذلك ارتكب أمير خطأً في الملاحة وبدلاً من نقل 3 كيلومترات (1.9 ميل) من القناة ، تحرك على طول طريق المدفعية على بعد 15 كم (9.3 ميل). نتيجةً لذلك ، سيضطر أمير إلى شن هجوم أمامي في اتجاه الشرق والغرب بدلاً من المناورة المحيطة بالشمال والجنوب التي خطط لها أدان.
بدأ لواء أمير بالوصول إلى السهل بين طريق المدفعية وجسر الفردان في الساعة 09:00. حتى الآن لم تتم مواجهة أي مقاومة مصرية لها أي أهمية. كان الهدف من اللواء هو مهاجمة رأس جسر الفرقة الثانية. كان حسن أبو سعدة قائد الفرقة يمتلك اللواء 24 المدرع كاحتياطي للفرقة لكنه لم يتمكن من استغلاله إلا في حالة حدوث توغل إسرائيلي. أراد جونين أن يصل أدان إلى النقطة القوية هيزايون واتصل بإيلعازر في تل أبيب في الساعة 09:55 ليطلب عبور القناة. غونين قلل من أهمية أو تجاهل التقارير السلبية وأخبر إيلعازر فقط من التطورات الإيجابية. أجرى إيلعازر الذي كان في اجتماع اتصالات مع جونين من خلال مساعده ووافق على العبور مع إعطاء الإذن لفرقة شارون على التحرك جنوبًا.
في الساعة 10:40، أمر جونين أدان بالعبور إلى الضفة الغربية وشارون للتحرك نحو مدينة السويس. وبسبب قلة القوات طلب أدان من شارون إرسال كتيبة لحماية جناحه الجنوبي. وافق جونين لكن شارون لم يمتثل وبالتالي سيتم فقدان العديد من المناصب الحرجة أمام المصريين في وقت لاحق.
قبل بدء الهجوم مباشرة انسحبت إحدى كتائب أمير لإعادة التزود بالذخيرة والوقود. وواصلت الكتيبة الأخرى الهجوم في الساعة 11:00. نفذت حوالي 25 دبابة هجوما كان من المقرر أن تقوم به 121 دبابة. اخترق الإسرائيليون أول القوات المصرية وتقدّموا إلى مسافة 800 متر (2600 قدم) من القناة. عند هذه النقطة تعرض الإسرائيليون لنيران كثيفة من أسلحة مضادة للدبابات والمدفعية والدبابات. فقدت الكتيبة 18 دبابة في غضون دقائق ، وكان معظم قادتها إما قتلوا أو جرحوا.
في الوقت الحالي انسحب نير من القنطرة تاركًا الكتيبة ووصل مقابل جسر الفردان في الساعة 12:30 بكتيبتين دبابات. أثناء مناقشة أمير ونير لخطط الهجوم وصل كيرن وأمره أدان بدعم نير وعمير بالهجوم باتجاه بوركان. في هذه الأثناء غادر شارون مدينة الطاسة واتجه إلى مدينة السويس تاركًا كتيبة استطلاعية واحدة لربط التلال الحيوية مثل حمادية وكيشوف ولكن ليس التلال إلى الشمال مثل حموطال. بدلاً من ذلك اكتسب لواء كيرين المسؤولية عن هذه المناطق ، لكن تحرّك شارون زاد من تهديد موقف آدان.
كان لواء أمير الآن يتكون من كتيبة واحدة وكان الهجوم مع لواء نير من 50 دبابة. وللمفاجأة أمير وصلت إلى منطقة كتيبة مدرعة تضم كتيبة مدرعة مؤلفة من 25 دبابة بقيادة العقيد إلياشيف شيمشي. قاد أمير بموافقة أدان كتيبة شمشي وأمره بتوفير غطاء نارى لهجوم نير على جسر الفردان.

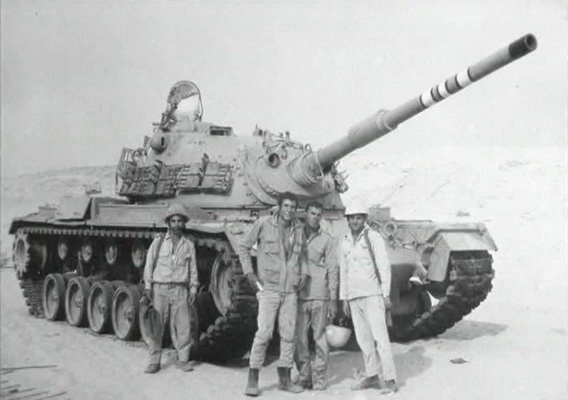
جنود مصريون أمام دبابة إسرائيلية سليمة من نوع (M48) تم الاستيلاء عليها أثناء عملية بدر.

في حوالي الساعة 1:00 ظهراً اكتشفت مجموعة من الفرقة الثانية حوالي 75 دبابة تركز شمال شرق جسر العبور. بعد عشر دقائق اعترض المصريون إشارة إذاعية باللغة العبرية. كان نير يبلغ قيادته أنه مستعد للهجوم في غضون عشرين دقيقة. مع القليل من الوقت المتبقي قرر أبو سعدة اتخاذ خطوة محفوفة بالمخاطر. تقديرًا صحيحًا أن الهجوم سيوجه بين لواءيه الأماميين أضعف نقطة في صفوفه خطط أبو سعدة لجذب القوات الإسرائيلية إلى جسره إلى مسافة ثلاثة كيلومترات من القناة قبل إشراكهم من جميع الجهات واشراك جميع احتياطياته المضادة للدبابات. في الساعة 13:30 نفذ الهجوم لواء عمير ونير. أعاق الافتقار إلى التنسيق وصعوبات الاتصال بين الألوية الهجوم. هاجمت كتيبتان نير في نفس الوقت. سمح المصريون للإسرائيليين بالتقدم ثم طوقتهم. عندما دخل المهاجمون منطقة القتل الجاهزة فتحت المدرعات المصرية من اللواء 24 النار على الدبابات المتقدمة مكملة بأسلحة المشاة المضادة للدبابات على أي جناح من القوات الإسرائيلية بينما هاجمت فصائل صيد الدبابات من الخلف. في غضون 13 دقيقة فقط تم تدمير معظم القوة الإسرائيلية - المصريون دمروا أكثر من 50 دبابة واستولوا على ثمانية. وكان من بين الأسرى الكولونيل عساف ياجوري قائد كتيبة دبابات وفقدت وحدته 32 قتيلاً. بحلول نهاية الهجوم كان لدى نير أربع دبابات عمليات فقط. أُجبرت كتيبة غابي أمير التي كانت تهاجم يمين نيرعلى إيقاف تقدمه بعد مواجهة مقاومة شديدة. طلب أمير الدعم الجوي عدة مرات لكنه لم يتلق أي دعم.

#### تطوير الهجوم المصري
دعت عملية بدر إلى توسيع رؤوس الجسور في 8 أكتوبر. ولتحقيق ذلك كان على كل فرقة من فرق المشاة الخمسة إعادة تنظيم قواتها. كانت ألوية المشاة الآلية في الطبقة الثانية من خطوط التقسيم تتقدم بين كتائب المشاة الأمامية. وبالتالي فإن اللواء الميكانيكي سيشكل الخط الأول وسوف يشكل اللواء المشاة الخط الثاني وسيكون اللواء المدرع الاحتياطي بمثابة مستوى ثالث.

خلال فترة ما بعد ظهر يوم 8 وقعت قذائف المدفعية والغارات الجوية المصرية على طول الجبهة بأكملها ضد القوات الإسرائيلية المعارضة. فوجئ الإسرائيليون الذين اعتقدوا أنهم في الهجوم المضاد بمشهد تقدم القوات المصرية. لم تتمكن كل الوحدات المصرية المتقدمة من الوصول إلى علامة 12 كيلومتر (7.5 ميل) الضرورية للسيطرة على طريق المدفعية ولكن كل وحدة احتلت مواقع أعمق من 9 كيلومترات (5.6 ميل) بعمق. في قطاع الجيش الثاني كانت فرقة المشاة السادسة عشر هي الأكثر نجاحًا من خلال احتلال المواقع الإستراتيجية في مشير وتليفيزا وميسوري وحموتل بعد القتال الذي استمر بين الساعة 2:00 و 4:30 مساءً. كان حوطال على بعد 15 كيلومتراً (9.3 ميل) من القناة ويطل على مفترق طرق الإسماعيلية وطرق المدفعية. فقد العميد عادل يسري ساقه أثناء قيادة هجوم لواءه على هذه المواقع. كان أعمق تغلغل في قطاع الجيش الثالث حيث وصل رأس جسر إلى ما يقرب من 18 كيلومترا (11 ميل). كما استولى المصريون على عدة حصون بار ليف إضافية.

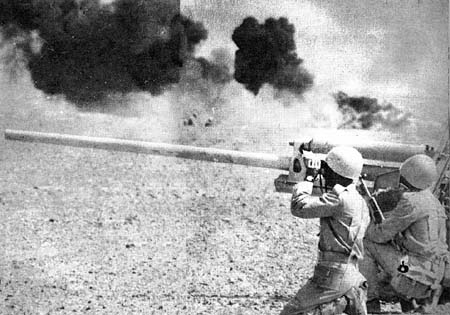
المدفعية المصرية تشارك في العملية.

قام الإسرائيليون الآن بمحاولة لاستعادة الأرض المفقودة. نظمت لواء كيرين للهجوم على هاموتال هيل. قدمت كتيبة واحدة تغطية نيرانية بينما هاجمت كتيبتان برئاسة المقدم دان سبير وأمير (لا ينبغي الخلط بينها وبين قائد اللواء غابي أمير) باستخدام 27 دبابة. على بعد حوالي 1000 متر (3300 قدم) من المواقع المصرية قُتل دان سبير عندما أصيبت دبابته إصابة مباشرة مما عطل هجوم كتيبه. واصلت كتيبة أمير القتال حتى الغسق بعد خسارة سبع دبابات.
بدأ جونين الذي بدأ يدرك خطورة موقف أدان وشارون الساعة 14:45 بالتراجع والعودة إلى مواقعه الأولية. وصل لواء إيريز المدرع لتقديم المساعدة لكيرن لكن التنسيق السيئ بين القادة أدى إلى فشل محاولات أخرى للاستيلاء على هاموتال هيل. بحلول نهاية اليوم فقدت فرقة أدان وحدها حوالي 100 دبابة.

## النتائج
كانت عملية بدر المعركة الافتتاحية لحرب يوم الغفران في سيناء وأول انتصار عربي كبير ضد الإسرائيليين منذ سنوات. من خلال صد الهجوم المضاد في 8 أكتوبر وإنشاء جسور على الضفة الشرقية على عمق حوالي 15 كم حقق المصريون أهداف عملية بدر. في بداية الحرب اعتقد وزير الخارجية الأمريكي هنري كيسنجر أن الإسرائيليين الأكثر تجهيزًا سيضمنون النصر في غضون أيام قليلة وبالتالي حاولوا تأخير وقف إطلاق النار في مجلس الأمن التابع للأمم المتحدة. الهجوم المضاد في 8 أكتوبر جاء ضد التوقعات الأمريكية. فوجئ كيسنجر عندما أخبر السفير الإسرائيلي سيمشا دينيتز مدى خسائر إسرائيل في صباح يوم 9 أكتوبر وسأل «أشرح لي ، كيف يمكن أن تضيع 400 دبابة للمصريين؟» ربما هدد دينيت كيسنجر باستخدام الأسلحة النووية ضد مصر وسوريا من أجل التأكيد على إلحاح وضع إسرائيل ودفع الولايات المتحدة إلى بدء عملية نقل جوي لاستبدال خسائر إسرائيل. في وقت لاحق من ذلك اليوم نقل كيسنجر قرار الرئيس الأمريكي ريتشارد نيكسون بالبدء في عملية النيكل غراس - والتي تهدف إلى استبدال كل الخسائر المادية التي تكبدتها إسرائيل.

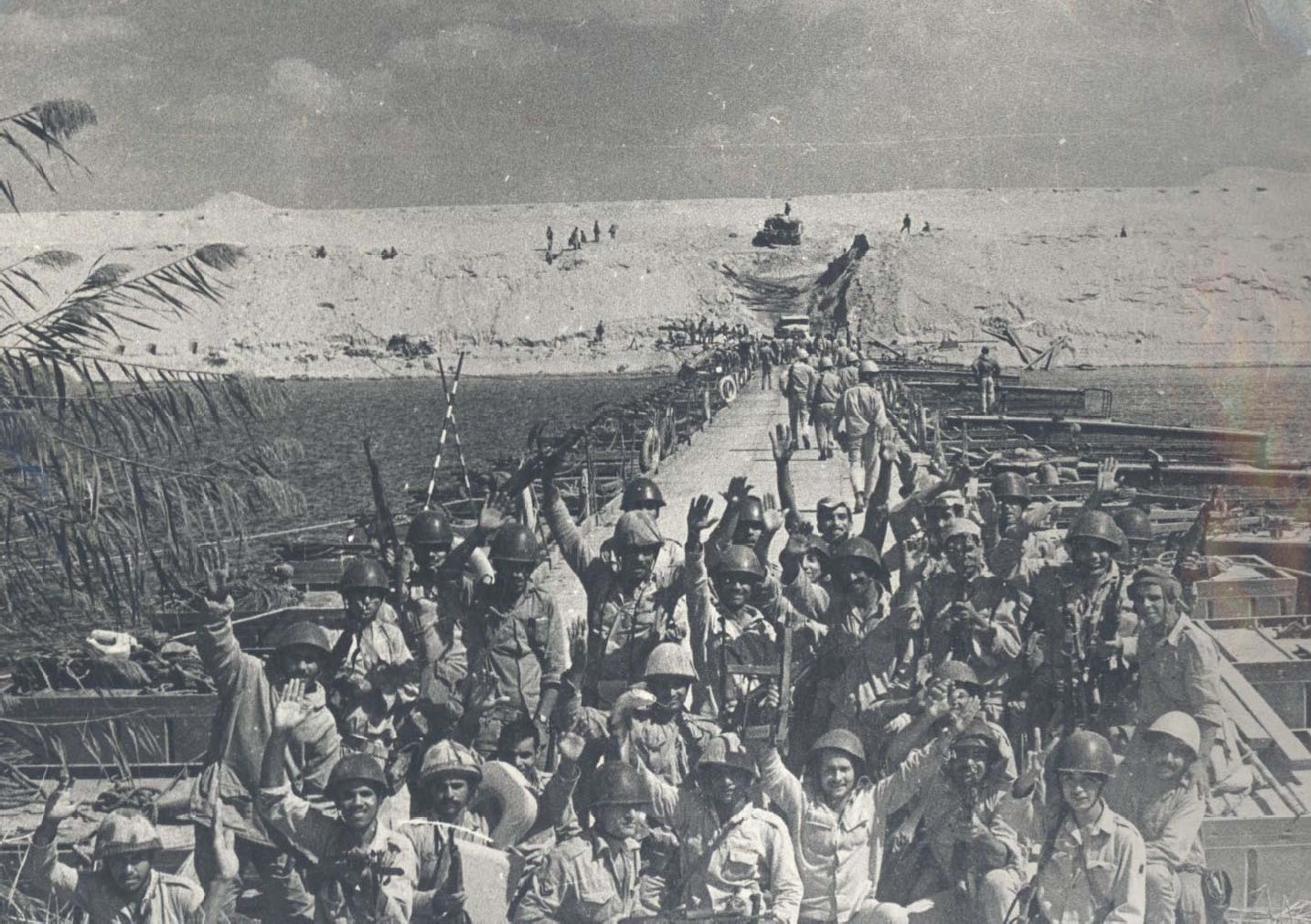
جنود مصريون يحتفلون بعد عبور قناة السويس

كان الرأي السائد لدى كيسنجر والعديد من ضباط الجيش الإسرائيلي على جبهة سيناء هو أن الوضع سوف يتحول بسرعة لصالحهم. أصبح مجرى القتال في 8 أكتوبر بمثابة صدمة. في نهاية المطاف علق جونين قائلاً «إنه ليس الجيش المصري عام 1967». في مؤتمر صحفي ليلا يوم 8 أكتوبر لعدم علمه أن الهجوم المضاد قد هُزِم ، ادعى إلعازار أن تدمير الجيش المصري كان جارًا وأن الجيش الإسرائيلي سوف يكسر عظام أفراد الجيش العربي قريبًا. وندم لاحقًا على هذه التصريحات. بدأ القادة الإسرائيليون يشككون في قدرة جونين. في اجتماع مع القادة الإسرائيليين بعد منتصف ليلة 9 أكتوبر قرر إلعازار تعليق العمليات الهجومية حتى يتم تحييد السوريين خاصة وأن هناك 400 دبابة فقط في سيناء. وبغض النظر عن هذا الأمر الجديد شنت فرقة شارون هجومًا كبيرًا بحجم لواء في اليوم التالي. على الرغم من النجاحات الأولية تم صد الإسرائيليين بحلول نهاية اليوم دون أي مكاسب ، حيث فقدوا حوالي 60 دبابة في هذه العملية. كان جونين غاضبًا من شارون ليس فقط بسبب انتهاكه لقرار البقاء في موقف دفاعي ولكن أيضًا لأنه كان قد عصى مرارًا أوامر مباشرة من جونين في عدد من المناسبات. كان إلعازار غاضبًا بنفس القدر ولكن بدلاً من إقالة شارون وهو قائد متمرد ولكنه مبتكر له صلة سياسية بحزب المعارضة قرر إلعازار أن يحل محل جونين الذي أثبت أنه خارج عن قوته وغير كفء في كونه قائد عمليات. تم إخراج رئيس الأركان السابق حاييم بار ليف من التقاعد ليحل محل جونين. لتجنب ظهوره بإطلاق النار عليه تم الإبقاء على جونين كنائب لبار ليف بواسطة إيلعازر. بحلول 10 أكتوبر استقرت الجبهة في طريق مسدود.
النجاح الذي حققته عملية بدر فاجأ القادة المصريين الذين ارتفعت ثقتهم. تعرض السادات لضغوط للضغط على الهجوم باتجاه ممرات سيناء لكنه بقي ثابتًا متمسكًا بالهدف الأصلي المتمثل في شن حرب محدودة. أحمد إسماعيل وشاذلي كانا على قدم المساواة مع رأي السادات. ومع ذلك فإن النداءات من السوريين الذين كان وضعهم يائسًا بحلول 9 أكتوبر أجبرت السادات في نهاية المطاف على تغيير رأيه لأسباب سياسية ضد احتجاجات قادته. وبالتالي ستفقد مصر المبادرة أمام إسرائيل عندما شنت هجومها غير الناجح شرقًا في 14 أكتوبر.

### التأثير السياسي
بعد فترة وجيزة من الحرب طالب العديد من الإسرائيليين بإجراء تحقيق محايد للتحقيق مع التركيز على أوجه القصور في الحكومة والجيش خاصة افتقارهم إلى الاستعداد للهجوم وتداعياته. وافقت غولدا مائير أخيرًا على تشكيل لجنة أغرانات في نهاية نوفمبر 1973. وهاجم المحاربون القدامى وأعضاء الجمهور مائير وموشيه ديان في حين انتقد الجنرالات الإسرائيليون أداء بعضهم البعض.
في حين فازت مائير وحزب العمل الإسرائيلي بالانتخابات التي أجريت في أواخر ديسمبر إلا أن إصدار نتائج لجنة أغرانات في أبريل 1974 وفشلها في اتهام القيادة السياسية في البلاد بأي قصور مع التوصية بإقالة العديد من كبار المسؤولين أدت إلى غضب شعبي واسع النطاق. استقال مائير رداً على الانتقادات العلنية لكن دايان ظل ثابتاً. في النهاية شهدت انتخابات عام 1977 نهاية حكم حزب العمل بلا منازع على السياسة الإسرائيلية بانتخاب مناحيم بيغن وحزب الليكود.
أقنعت حرب 1973 الإسرائيليين بضرورة التفاوض مع العرب. هذه الرغبة غير المسبوقة إلى جانب مبادرات السادات الدبلوماسية وتوسط الولايات المتحدة لكسر حواجز انعدام الثقة بين مصر وإسرائيل مكنت سلسلة طويلة من المناقشات بين البلدين. أسفرت المفاوضات في نهاية المطاف عن اتفاقيات كامب ديفيد لعام 1978 ومعاهدة السلام بين مصر وإسرائيل في عام 1979. وهكذا من دون اللجوء إلى حرب كبرى أخرى تمكن السادات من استعادة سيناء من خلال الوسائل الدبلوماسية.